# Liste der Biografien/Kap
Liste der Biografien |
Portal Biografien |
Personensuche
# |
A |
B |
C |
D |
E |
F |
G |
H |
I |
J |
K |
L |
M |
N |
O |
P |
Q |
R |
S |
T |
U |
V |
W |
X |
Y |
Z |
?
 
Ka |
Kb |
Kc |
Kd |
Ke |
Kf |
Kg |
Kh |
Ki |
Kj |
Kl |
Km |
Kn |
Ko |
Kp |
Kr |
Ks |
Kt |
Ku |
Kv |
Kw |
Ky |
Kx |
Kz
 
Kaa–Kag |
Kah |
Kai |
Kaj |
Kak |
Kal |
Kam |
Kan |
Kao |
Kap |
Kar |
Kas |
Kat |
Kau |
Kav |
Kaw |
Kay |
Kaz
Die Liste der Biografien führt alle Personen auf, die in der deutschsprachigen Wikipedia einen Artikel haben. Dieses ist eine Teilliste mit 663 Einträgen von Personen, deren Namen mit den Buchstaben „Kap“ beginnt.

## Kap
- Kap, Bob (1923–2010), jugoslawisch-US-amerikanischer Fußball- und American-Football-Trainer
- Kap-herr, Wolfgang von (1898–1970), deutscher Oberst i. G. der Wehrmacht und Automobilclubpräsident

### Kapa
- Kapa, Isaac (* 1985), australischer Beachvolleyballspieler
- Kapacak, Burak (* 1999), türkischer Fußballspieler
- Kapadia, Asif (* 1972), britischer Filmregisseur
- Kapadia, Payal (* 1986), indische Filmemacherin
- Kapadia, Sushila (1932–2023), indische Badmintonspielerin
- Kapadze, Temur (* 1981), usbekischer Fußballspieler und -trainer
- Kapagiannidis, Olaf (* 1969), deutscher Fußballspieler
- Kapajew, Ruslan (* 1980), kirgisischer Gewichtheber
- Kapanadse, Surab (1924–1989), georgischer Künstler
- Kapandura, Dickson (* 1999), simbabwischer Leichtathlet
- Kapanen, Hannu (* 1951), finnischer Eishockeyspieler und -trainer
- Kapanen, Kasperi (* 1996), finnischer Eishockeyspieler
- Kapanen, Kimmo (* 1974), finnischer Eishockeytorhüter
- Kapanen, Niko (* 1978), finnischer Eishockeyspieler
- Kapanen, Sami (* 1973), finnischer Eishockeyspieler
- Kapanina, Swetlana Wladimirowna (* 1968), russische Kunstfliegerin
- Kapany, Narinder Singh (1926–2020), US-amerikanischer Physiker indischer Herkunft
- Kaparos, Jimmy (* 2001), niederländischer Fußballspieler
- Kapaś, Andriej (* 1989), polnischer Tennisspieler
- Kapás, Boglárka (* 1993), ungarische Schwimmerin
- Kapata, Jean (* 1960), sambischer Politiker
- Kapatschinskaja, Anastassija Alexandrowna (* 1979), russische Sprinterin
- Kapaun von Swoykow, Gottfried (1636–1701), Bischof von Königgrätz
- Kapaun, Emil (1916–1951), US-amerikanischer römisch-katholischer Militärgeistlicher
- Kapaun, Heinz (1929–2008), österreichischer Politiker (SPÖ), Landtagsabgeordneter, Abgeordneter zum Nationalrat

### Kape
- Kapek, Antje (* 1976), deutsche Politikerin (Bündnis 90/Die Grünen), MdAAntje Kapek (* 1976)

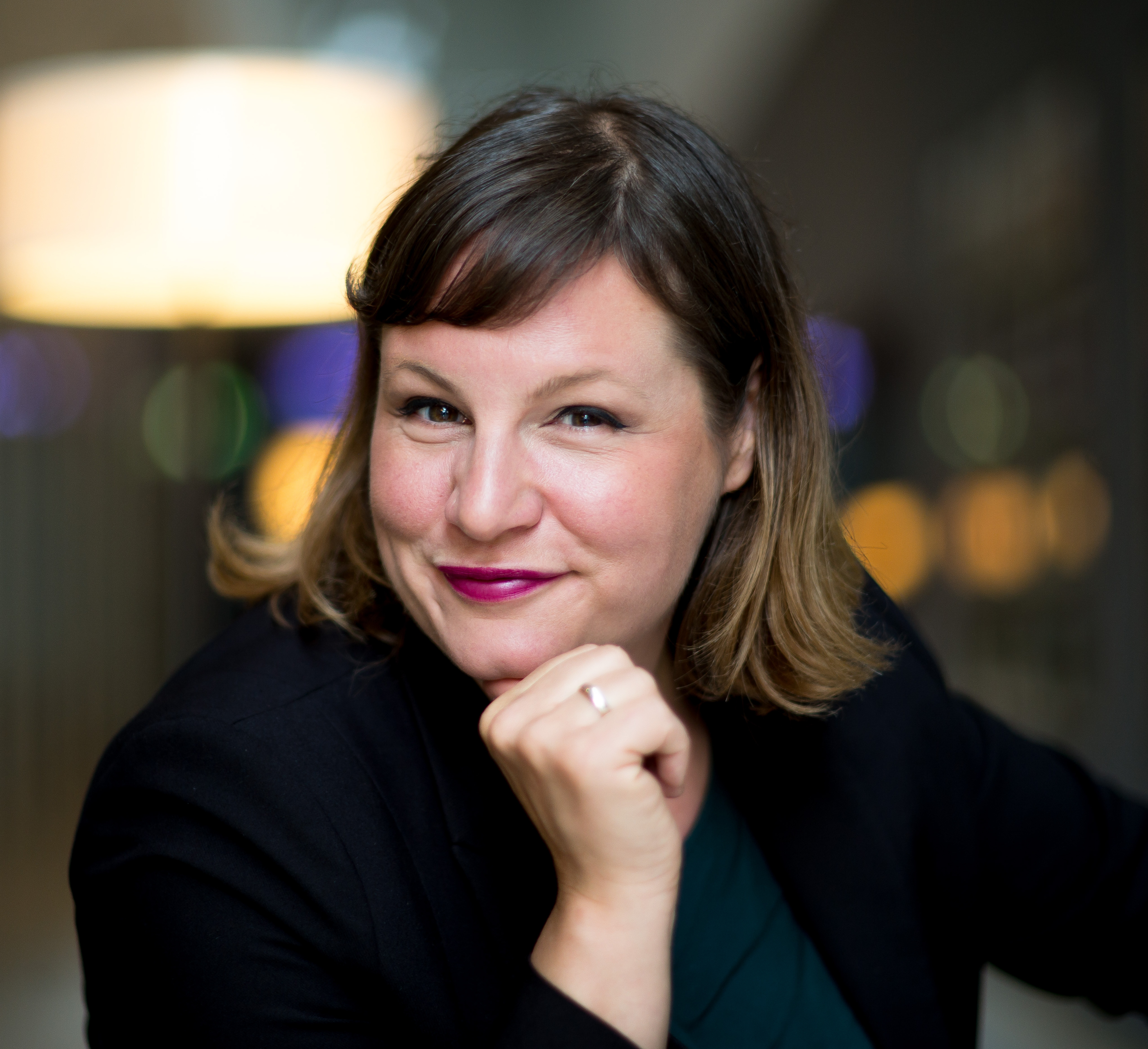
Antje Kapek (* 1976)

- Kapek, Antonín (1922–1990), tschechoslowakischer kommunistischer Politiker
- Kapeko, Neo (* 1993), botswanische Judoka
- Kapell, August (1844–1922), deutscher Politiker (SADP), MdR
- Kapell, William (1922–1953), US-amerikanischer Pianist
- Kapellari, Egon (* 1936), österreichischer Geistlicher, emeritierter römisch-katholischer Bischof von Graz-Seckau
- Kapelle, Heinz (1913–1941), deutscher kommunistischer Widerstandskämpfer
- Kapellen, Rainer (* 1963), deutscher Kommunalpolitiker
- Kapeller, Christoph (* 1956), österreichisch-US-amerikanischer Architekt
- Kapeller, Helmut (* 1950), österreichischer Politiker (SPÖ), oberösterreichischer Landtagsabgeordneter
- Kapeller, Karl (1858–1918), österreichischer Theaterkapellmeister und Komponist
- Kapeller, Karl (1863–1948), österreichischer Spediteur und Politiker, Landtagsabgeordneter
- Kapeller, Ludwig (1892–1967), österreichischer Rundfunkjournalist, Zeitschriftenchefredakteur und Schriftsteller in Berlin
- Kapeller, Norbert (* 1970), österreichischer Politiker (ÖVP), Abgeordneter zum Nationalrat
- Kapeller, Peter (* 1969), österreichischer Maler und Künstler der Art Brut
- Kapeller-Adler, Regine (1900–1991), österreichisch-britische Biochemikerin und Pharmakologin
- Kapellmann, Hans-Josef (* 1949), deutscher Fußballspieler
- Kapelos, John (* 1956), kanadisch-amerikanischer SchauspielerJohn Kapelos (* 1956)

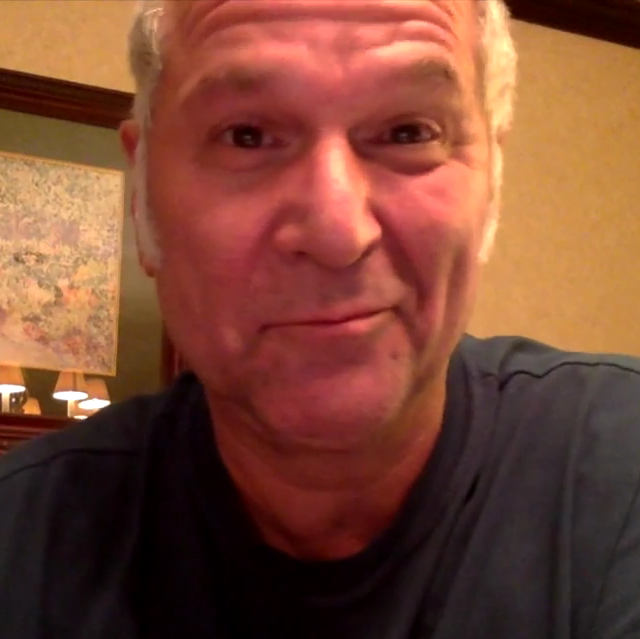
John Kapelos (* 1956)

- Kapengut, Albert (* 1944), belarussischer Schachspieler
- Kaper, Bob (* 1939), niederländischer Jazzmusiker (Klarinette, Altsaxophon)
- Kaper, Bronisław († 1983), US-amerikanischer Filmkomponist polnischer Herkunft
- Kaper, Olaf E. (* 1962), niederländischer Ägyptologe
- Kapere, Asser (* 1951), namibischer Politiker und Diplomat, Vorsitzender des Nationalrates
- Käpernick, Fritz (1857–1887), deutscher Schauläufer
- Käpernick, Harald (* 1962), deutscher Fußballspieler und -trainer
- Kapetanic, Mihovil (1922–2012), jugoslawischer Tischtennisfunktionär
- Kapetanidis, Nikos (1889–1921), osmanischer Zeitungsjournalist und Herausgeber pontosgriechischer Herkunft
- Kapetanos, Pantelis (* 1983), griechischer Fußballspieler
- Kapetanović, Sead (* 1972), bosnischer Fußballspieler

### Kapf
- Kapfelsperger, Anna Julia (* 1985), deutsche SchauspielerinAnna Julia Kapfelsperger (* 1985)

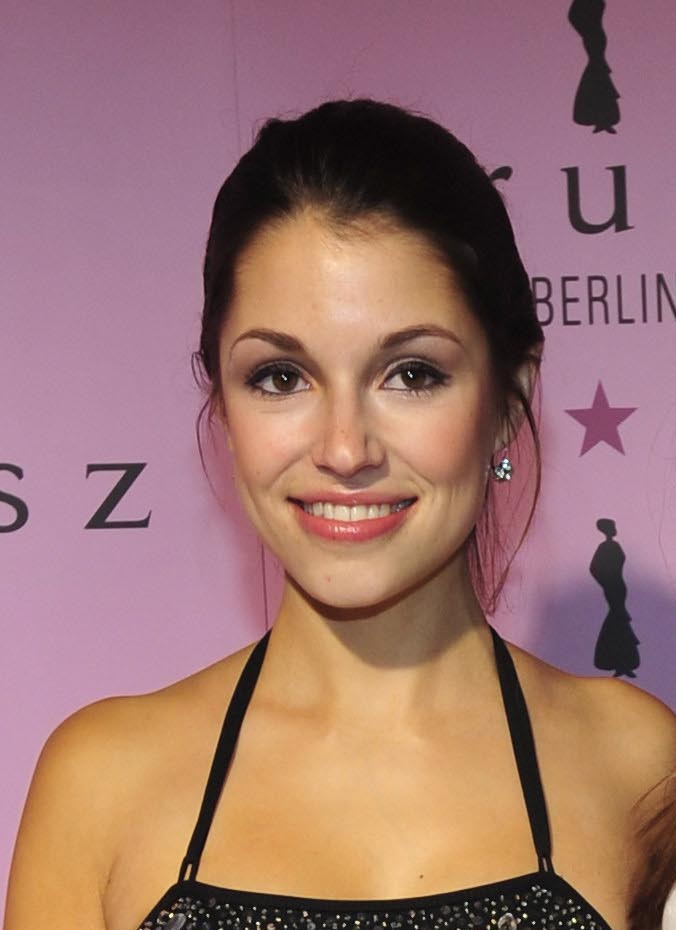
Anna Julia Kapfelsperger (* 1985)

- Kapfer, Hans (1903–1992), österreichischer Politiker und Richter
- Kapfer, Herbert (* 1954), deutscher Autor, Herausgeber und Hörspielleiter
- Kapfer, Johann Georg († 1794), Bildhauer des Rokoko, der in Trostberg tätig war
- Kapfer, Reinhard (1952–2021), deutscher Ethnologe und Autor
- Kapfer, Ulrike (* 1973), deutsche Rundfunksprecherin und Moderatorin
- Kapferer, Albert (1868–1918), deutscher Verwaltungsbeamter
- Kapferer, Bruce (* 1940), australischer Sozialanthropologe und Soziologe
- Kapferer, Clodwig (1901–1997), deutscher Pionier auf den Gebieten Marktforschung, Exportförderung und Entwicklungshilfe
- Kapferer, Gottfried (* 1954), österreichischer Politiker (Liste Dinkhauser), Landtagsabgeordneter in Tirol
- Kapferer, Heinrich (1781–1856), deutscher Kaufmann, Textilfabrikant, Stadtrat in Freiburg und Mitglied des Badischen Landtages
- Kapferer, Joseph Benedikt (1780–1852), deutscher Jurist und Verwaltungsbeamter
- Kapferer, Judith, australische Stadt- und Kultursoziologin
- Kapferer, Norbert (1948–2018), deutscher Philosophiehistoriker und Politikwissenschaftler
- Kapferer, Richard (1884–1954), deutscher Arzt und Medizinhistoriker
- Kapferer, Stefan (* 1965), deutscher Politiker (FDP)
- Kapferer, Wilhelm (1888–1961), Kaufmann und Gemeinderat in Mosbach
- Kapff, Aline von (1842–1936), deutsche Malerin
- Kapff, Dieter (1941–2011), deutscher Historiker und Journalist
- Kapff, Ernst (1863–1944), deutscher Schriftsteller, Reformpädagoge und Archäologe
- Kapff, Friedrich (1759–1797), deutscher Mineraloge
- Kapff, Sixt Eberhard von (1774–1851), württembergischer Jurist und Innenminister
- Kapff, Sixt Jakob von (1735–1821), deutscher Jurist
- Kapff, Sixt Jakob von (1765–1848), deutscher evangelischer Theologe
- Kapff, Sixt Karl (1805–1879), deutscher evangelischer Theologe, Pietist
- Kapff-Essenther, Franziska von (1849–1899), österreichische Autorin und Intellektuelle
- Kapfhammer, Franz Maria (1904–1989), österreichischer Lehrer und Volksbildner
- Kapfhammer, Günther (1937–1993), deutscher Volkskundler
- Kapfhammer, Hans-Peter (* 1952), deutscher Psychiater, Psychosomatiker, Neurologe, Psychotherapeut, Psychoanalytiker, Psychologe und Hochschullehrer
- Kapfhammer, Ignatz (1803–1879), bayerischer Politiker
- Kapfhammer, Josef (1888–1968), deutscher Chemiker und Ernährungsphysiologe
- Kapfhammer, Rita (* 1964), deutsche Opern-, Operetten-, Konzert- und Liedsängerin (Mezzosopran/Alt)
- Kapfinger, Andreas (* 1977), österreichischer Behindertensportler
- Kapfinger, Hans (1902–1985), deutscher Zeitungsverleger
- Kapfinger, Otto (* 1949), österreichischer Architekt, Autor und Publizist

### Kaph
- Kaphahn, Fritz (1888–1943), deutscher Gymnasiallehrer und Autor
- Kaphammel, Günther (1926–2002), deutscher Künstler
- Kaphan, Heinrich (1893–1981), jüdischer Landwirt, Mitbegründer von Rolândia
- Kaphantaris, Georgios (1873–1946), griechischer Politiker und Ministerpräsident
- Kapheim, Ramona (* 1958), deutsche Olympiasiegerin im Rudern
- Kaphengst, Alfred von (1828–1887), preußischer Generalmajor
- Kaphengst, Axel von (1870–1913), deutscher Rittergutsbesitzer und Politiker, MdR
- Kaphengst, Christian von (* 1966), deutscher Produzent, Komponist, Arrangeur und E- und Kontrabassist
- Kaphengst, Ferdinand von (1795–1854), preußischer Generalmajor
- Kaphengst, Heinz (1932–1992), deutscher Mathematiker
- Kaphengst, Herbert (* 1898), deutscher Politiker (CDU), Landtagsabgeordneter in Mecklenburg-Vorpommern
- Kaphengst, Karl von (1806–1880), preußischer Generalleutnant
- Kaphengst, Wilhelm Gottfried Christian von (1751–1818), preußischer Offizier und Ritter des Ordens Pour le Mérite
- Kapherr, Egon von (1877–1935), deutscher Schriftsteller und Oberförster

### Kapi
- Kapı, Mustafa (* 2002), türkischer Fußballspieler
- Kapiak, Józef (1914–1989), polnischer Radrennfahrer
- Kapiak, Mieczysław (1911–1975), polnischer Radrennfahrer
- Kapič, Adem (* 1975), slowenischer Fußballspieler
- Kapic, Nordin (* 2003), österreichischer Basketballspieler
- Kapić, Rifet (* 1995), bosnisch-herzegowinischer Fußballspieler
- Kapić, Sulejman (1925–1998), jugoslawisch-bosnischer Filmproduzent
- Kapić, Virginia (* 1978), indisch-kroatisch-niederländische politische Aktivistin
- Kapica, Damian (* 1992), polnischer Eishockeyspieler
- Kapičić, Dragan (1948–2024), jugoslawischer Basketballspieler
- Kapičić, Stefan (* 1978), serbischer SchauspielerStefan Kapičić (* 1978)

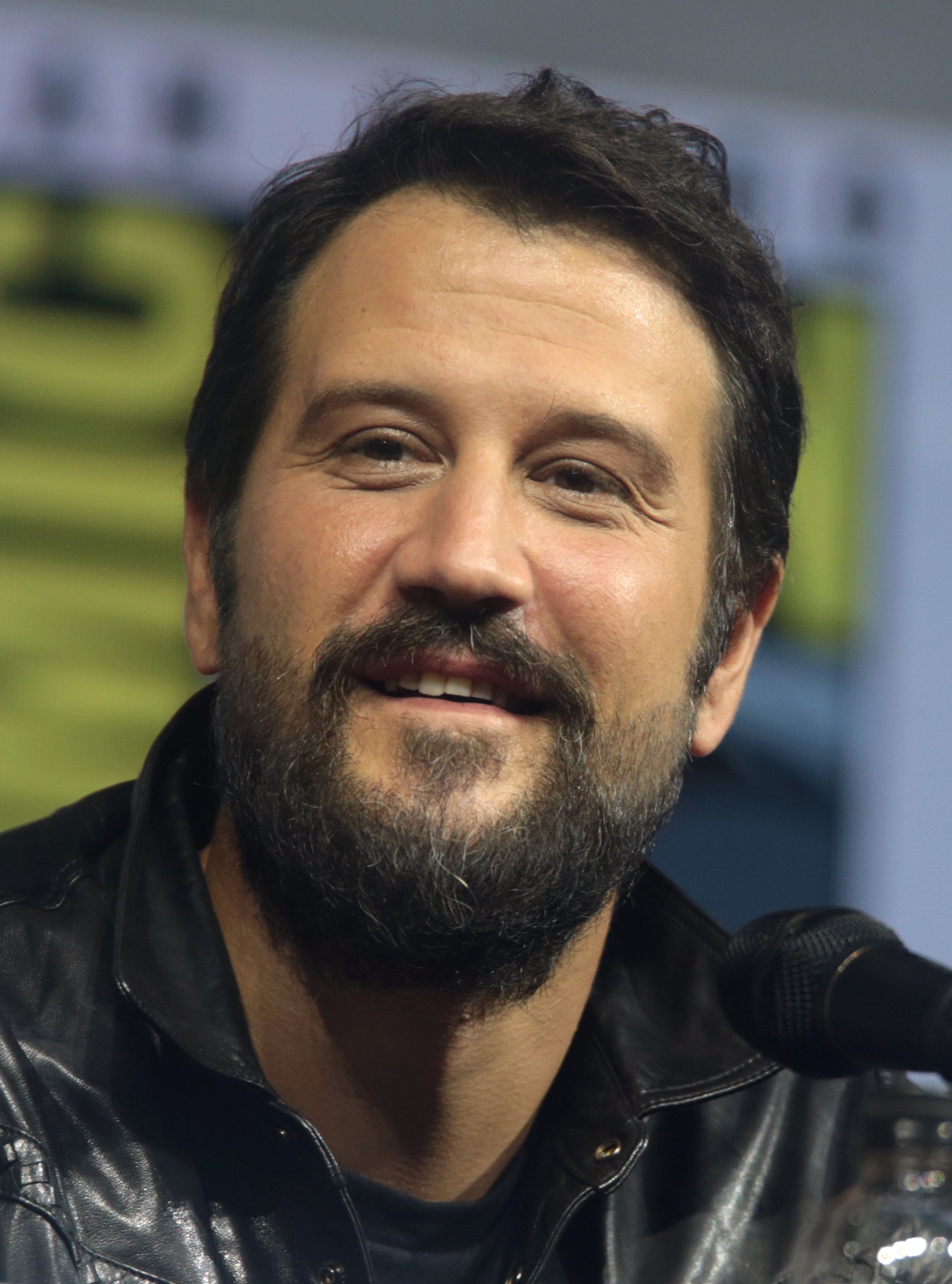
Stefan Kapičić (* 1978)

- Kapidžić, Sanel (* 1990), dänisch-bosnischer Fußballspieler
- Kapielski, Thomas (* 1951), deutscher Autor, bildender Künstler, Musiker
- Kapil Dev (* 1959), indischer Cricketspieler
- Kapila, Swati (* 1985), Filmschauspielerin
- Kapilidis, Theo (* 1960), griechischer Jazzmusiker
- Kapino, Stefanos (* 1994), griechischer Fußballtorhüter
- Kapinos, Tom (* 1969), US-amerikanischer Fernsehproduzent und Drehbuchautor
- Kapirante, David Sanayek (* 2000), kenianischer Sprinter
- Kapiriel, Kitson (* 1993), mikronesischer Sprinter
- Kapisoda, Aleksandar (* 1989), montenegrinischer Fußballspieler
- Kapisoda, Petar (* 1976), montenegrinischer Handballspieler
- Kapita, Ben (1944–2016), sambischer Minister für Landwirtschaft und Kooperativen
- Kapita, Richard (* 1955), sambischer Politiker
- Kapitän, Heinz (1915–1973), deutscher Fußballspieler
- Kapitanez, Iwan Matwejewitsch (1928–2018), sowjetisch-russischer Flottenadmiral
- Kapitanis, Costas (* 1964), zypriotischer Fußballschiedsrichter
- Kapitanović, Ivana (* 1994), kroatische Handballspielerin
- Kapitelman, Dmitrij (* 1986), deutschsprachiger Schriftsteller, Journalist und MusikerDmitrij Kapitelman (* 1986)

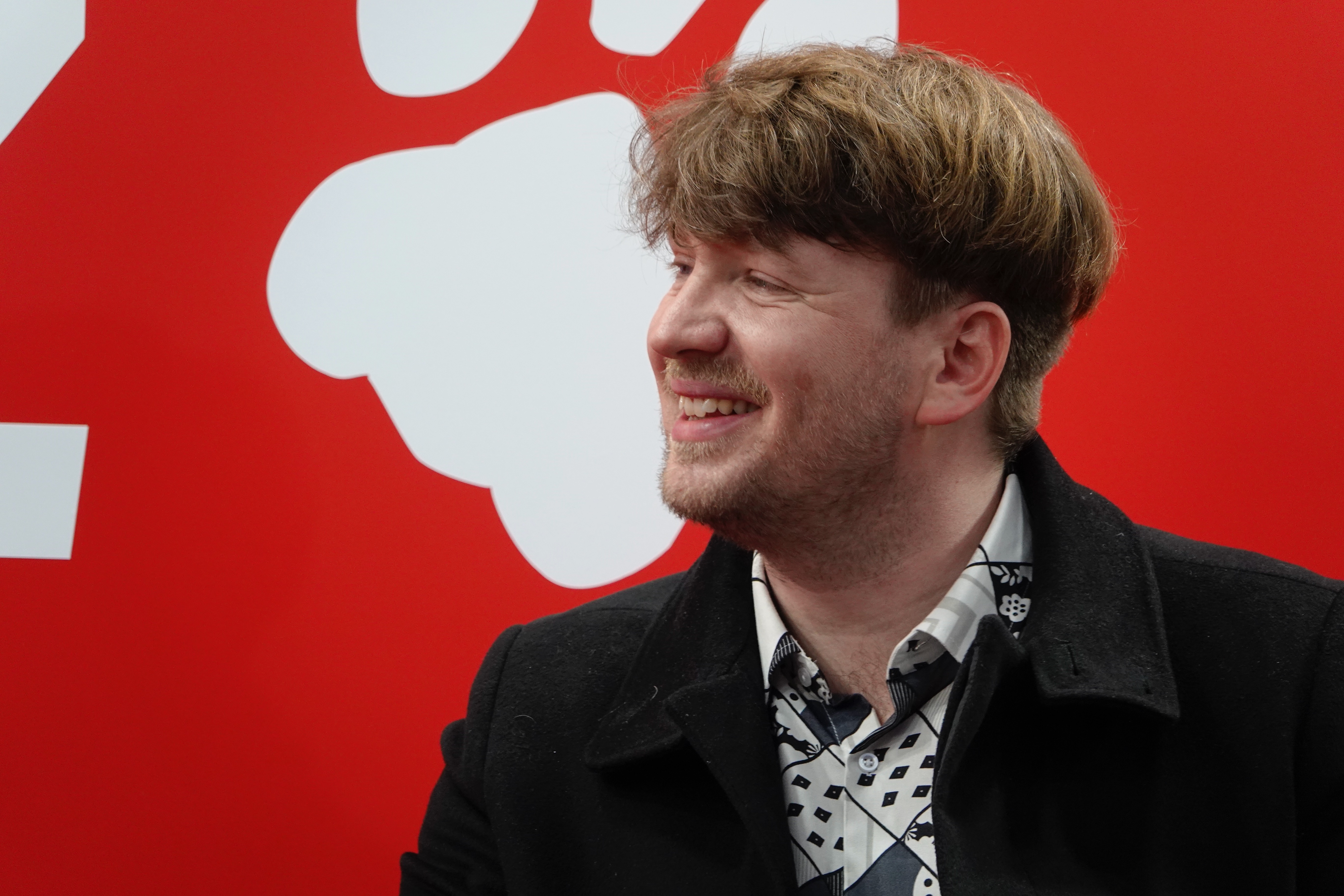
Dmitrij Kapitelman (* 1986)

- Kapito, Robert S. (* 1957), US-amerikanischer Unternehmer und Philanthrop
- Kapitolnik, Yonathan (* 2002), israelischer Hochspringer
- Kapiton von Lykien, griechischer Historiker der Spätantike
- Kapitonenko, Roman (* 1981), ukrainischer Boxer
- Kapitonova, Viktorina (* 1985), russische Ballerina
- Kapitonow, Iwan Wassiljewitsch (1915–2002), sowjetischer Politiker, ZK-Sekretär
- Kapitonow, Wiktor Arsenjewitsch (1933–2005), sowjetischer Radrennfahrer
- Kapitulnik, Aharon (* 1953), israelischer Physiker und Hochschullehrer an der Stanford University
- Kapitulski, Helmut (* 1934), deutscher Fußballspieler
- Kapitza, Emilly (* 2000), deutsche Basketballspielerin
- Kapitza, Peter K. (* 1942), deutscher Germanist, Japanforscher und Verleger
- Kapitzke, Erich (1906–1991), deutscher Industriemanager und Umweltschützer, Gründer der ersten deutschen Bürgerinitiative
- Kapitzki, Herbert W. (1925–2005), deutscher Grafiker
- Kapiza, Andrei Petrowitsch (1931–2011), russischer Geograph und Antarktisforscher
- Kapiza, Pjotr Leonidowitsch (1894–1984), sowjetischer PhysikerPjotr Leonidowitsch Kapiza (1894–1984)

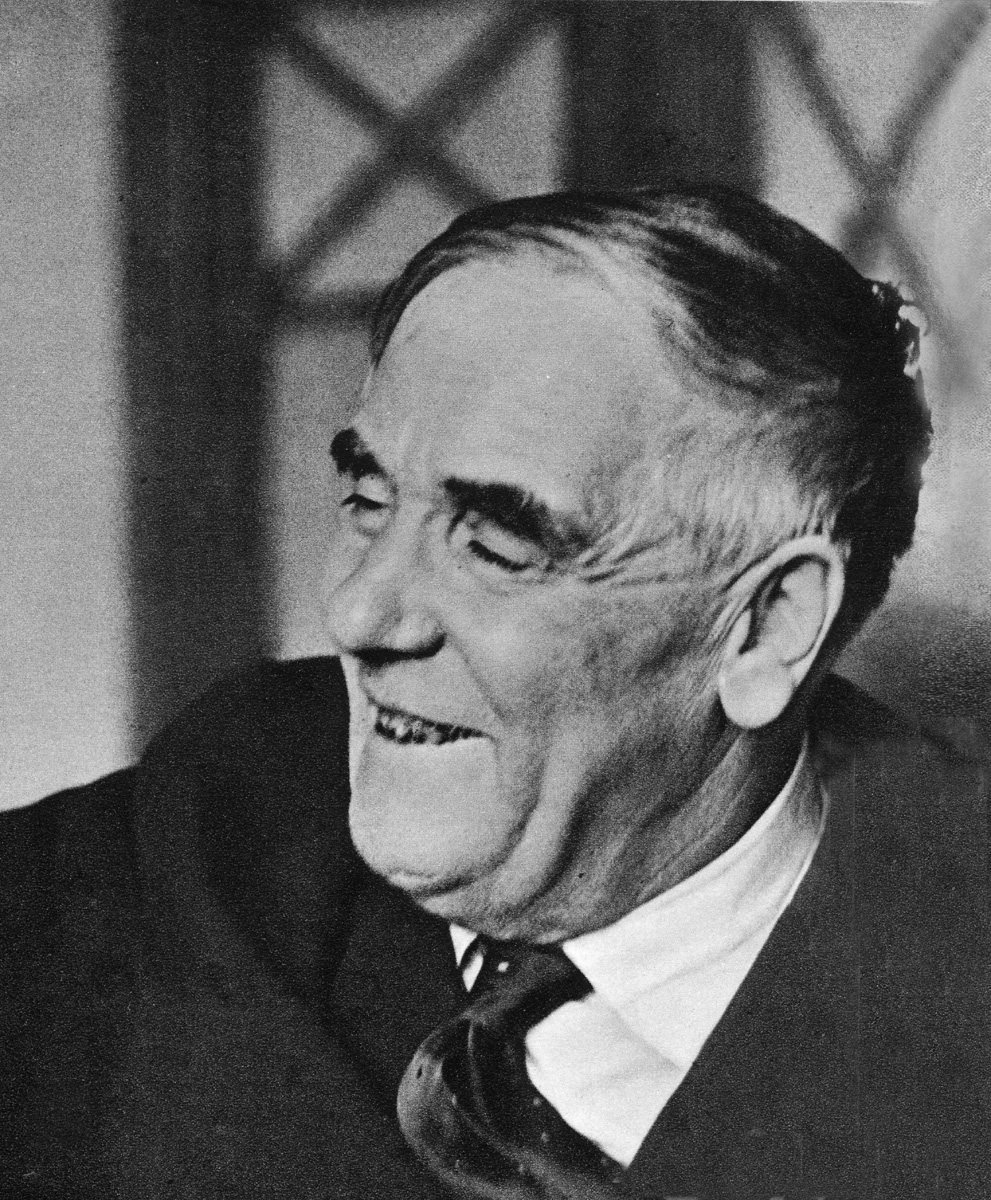
Pjotr Leonidowitsch Kapiza (1894–1984)

- Kapiza, Sergei Petrowitsch (1928–2012), sowjetischer bzw. russischer Physiker

### Kapk
- Kapka, Dmitri Leontjewitsch (1898–1977), sowjetischer Theater-Schauspieler und Film-Schauspieler ukrainischer Herkunft
- Kapka, Zdzisław (* 1954), polnischer Fußballspieler
- Kapkan, Jurij (* 1883), ukrainischer Offizier
- Kapke, André (* 1975), deutscher Rechtsextremist
- Kapkiayi, Michael (* 1968), kenianischer Marathonläufer

### Kapl
- Kapl, Gerhard (1946–2011), österreichischer Fußballschiedsrichter
- Kaplan Hürriyet, Fatma (* 1982), türkische Politikerin (CHP), Bürgermeisterin von İzmit
- Kaplan, Abraham (1918–1993), US-amerikanischer Philosoph und Hochschullehrer
- Kaplan, Abraham (1931–2023), US-amerikanischer Chor- und Orchesterdirigent sowie Komponist
- Kaplan, Ahmet (* 2002), türkischer Rollstuhltennisspieler
- Kaplan, Ahmetcan (* 2003), türkischer Fußballspieler
- Kaplan, Alexander E. (1938–2019), russisch-US-amerikanischer Physiker
- Kaplan, Amy (1953–2020), US-amerikanische Amerikanistin
- Kaplan, Anatoli Lwowitsch (1902–1980), russisch-jüdischer Maler, Bildhauer und Grafiker
- Kaplan, Andreas M. (* 1977), deutscher Wirtschaftswissenschaftler und Professor für MarketingAndreas M. Kaplan (* 1977)

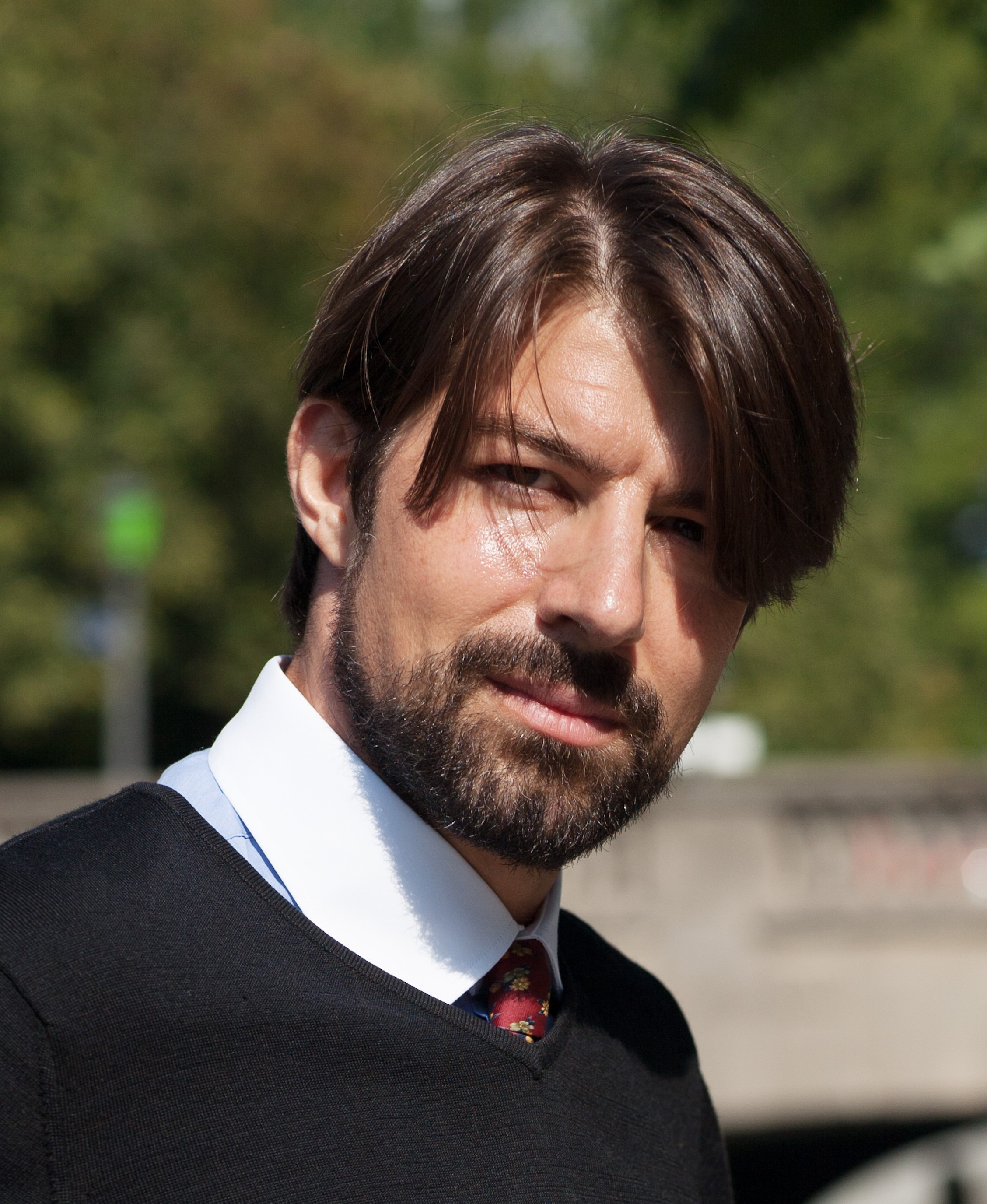
Andreas M. Kaplan (* 1977)

- Kaplan, Andrew (* 1941), US-amerikanischer Autor
- Kaplan, Anneliese (1933–2020), deutsche Schauspielerin
- Kaplan, Ariel (* 1994), australische Schauspielerin und Tänzerin
- Kaplan, Artie (* 1945), US-amerikanischer Musiker, Sänger, Songwriter und Produzent
- Kaplan, Aryeh (1934–1983), US-amerikanischer Rabbiner und Schriftsteller
- Kaplan, Avi (* 1989), US-amerikanischer Singer-SongwriterAvi Kaplan (* 1989)

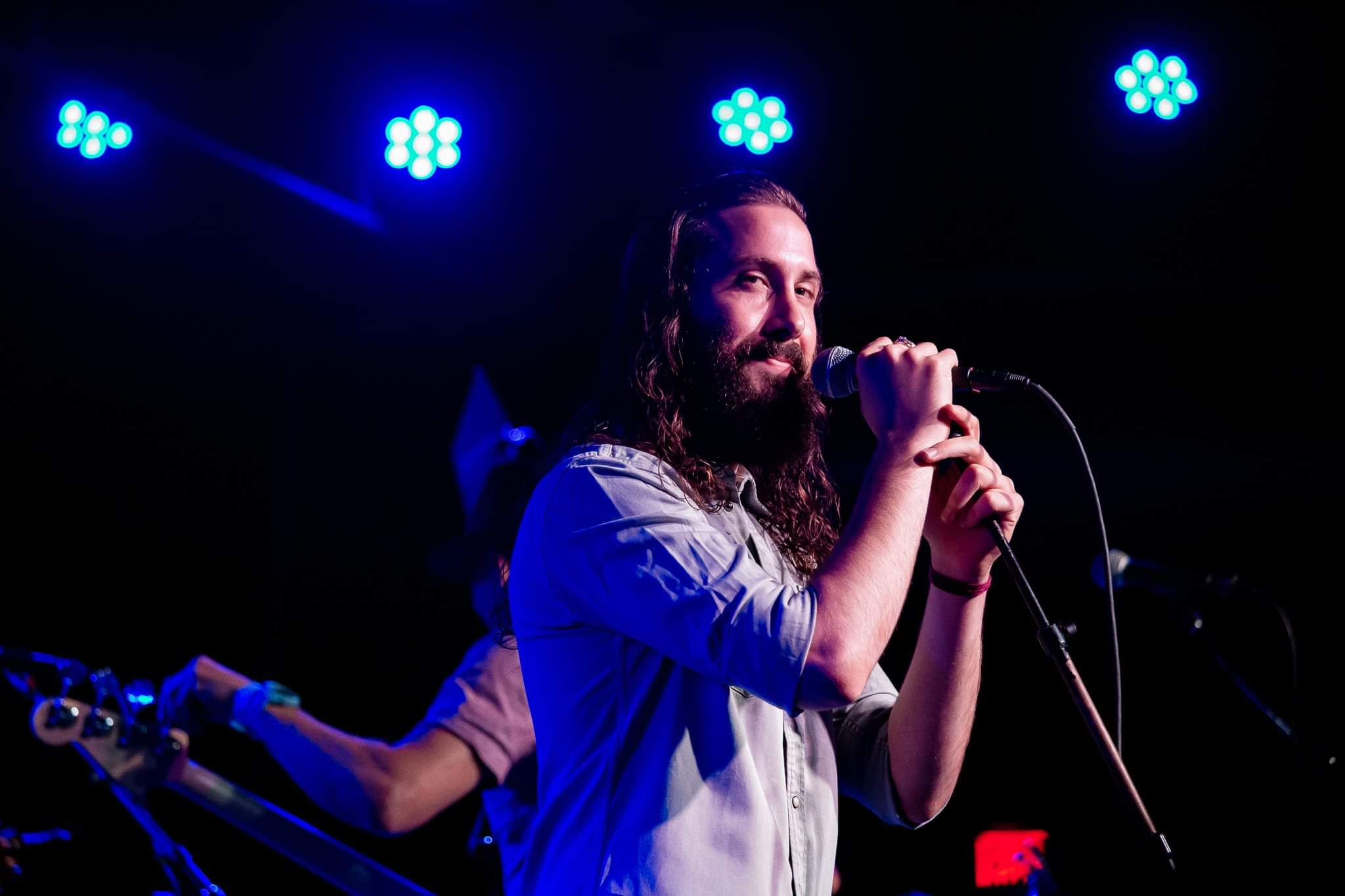
Avi Kaplan (* 1989)

- Kaplan, Bob (1936–2012), kanadischer Politiker
- Kaplan, Bruce Eric (* 1964), US-amerikanischer Zeichner
- Kaplan, Burak (* 1990), türkischer Fußballspieler
- Kaplan, Caroline, US-amerikanische Film- und Fernsehproduzentin
- Kaplan, Caroline, US-amerikanische Schauspielerin
- Kaplan, Cemaleddin (1926–1995), türkischer Gründer des Verbandes der Islamischen Vereine und Gemeinden e.V.
- Kaplan, Chaim Aron (1880–1942), polnischer Pädagoge und Opfer des Holocaust
- Kaplan, David (* 1933), US-amerikanischer Philosoph
- Kaplan, David B. (* 1958), US-amerikanischer theoretischer Physiker
- Kaplan, Dena (* 1989), australische Schauspielerin
- Kaplan, Edward, US-amerikanischer Wirtschaftswissenschaftler und Mathematiker
- Kaplan, Edward L. (1920–2006), US-amerikanischer Mathematiker
- Kaplan, Elieser (1891–1952), israelischer Politiker
- Kaplan, Fanny (1890–1918), russische Anarchistin und SozialrevolutionärinFanny Kaplan (1890–1918)

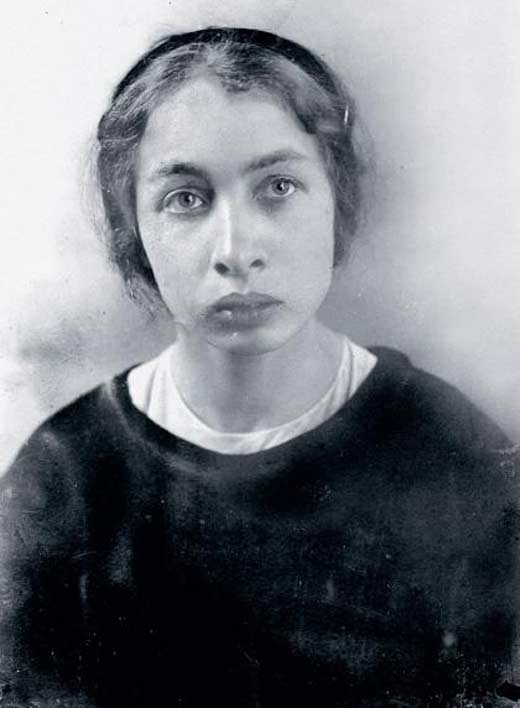
Fanny Kaplan (1890–1918)

- Kaplan, Ferhat (* 1989), türkischer Fußballspieler
- Kaplan, Franz (1899–1986), deutscher Maler und Graphiker
- Kaplan, Gabe (* 1945), US-amerikanischer Pokerspieler, Schauspieler und Fernsehmoderator
- Kaplan, Gilbert (1941–2016), US-amerikanischer Wirtschaftsjournalist, Unternehmer und Dirigent
- Kaplan, Hamit (1934–1976), türkischer Ringer
- Kaplan, Helmut F. (* 1952), österreichischer Tierrechtler und Publizist
- Kaplan, Henry S. (1918–1984), US-amerikanischer Radiologe
- Kaplan, Ina (* 1987), deutsche Poolbillardspielerin
- Kaplan, Jacob (1895–1994), französischer Großrabbiner
- Kaplan, Jeff (* 1972), US-amerikanischer Spieleentwickler
- Kaplan, Jonathan (1947–2025), US-amerikanischer Regisseur
- Kaplan, Jonathan (* 1956), südafrikanischer Arzt und Schriftsteller
- Kaplan, Jörn (* 1981), deutscher Poolbillardspieler
- Kaplan, Joseph (1902–1991), ungarisch-amerikanischer Physiker
- Kaplan, Julio (* 1950), puerto-ricanischer Schachmeister
- Kaplan, Karel (1928–2023), tschechischer Historiker und Publizist
- Kaplan, Karl (* 1942), österreichischer Politiker (ÖVP), Landtagsabgeordneter, Mitglied des Bundesrates
- Kaplan, Kid (1901–1970), amerikanisch-ukrainischer Boxer im Federgewicht
- Kaplan, Larry, US-amerikanischer Videospiel-Designer und Programmierer
- Kaplan, Leslie (* 1943), französische Schriftstellerin
- Kaplan, Marvin (1927–2016), US-amerikanischer Schauspieler und Autor
- Kaplan, Mehmet (* 1971), schwedischer Politiker, Mitglied des Riksdag und Minister
- Kaplan, Metin (* 1952), islamischer Fundamentalist und „Kalif von Köln“
- Kaplan, Michael, US-amerikanischer Kostümdesigner
- Kaplan, Michail Danilowitsch (* 1948), sowjetisch-moldauischer Theoretischer Physiker und Hochschullehrer
- Kaplan, Mordechai M. (1881–1983), US-amerikanischer Rabbiner, Begründer des Rekonstruktionismus
- Kaplan, Morton A. (1921–2017), US-amerikanischer Politikwissenschaftler und Hochschullehrer
- Kaplan, Mustafa (* 1967), türkischer Fußballspieler und -trainer
- Kaplan, Nelly (1931–2020), argentinisch-französische Filmregisseurin
- Kaplan, Noah (* 1984), US-amerikanischer Jazz-Saxophonist
- Kaplan, Ori (* 1969), israelischer Jazzmusiker
- Kaplan, Petr (1940–2007), tschechischer Rocksänger und -gitarrist
- Kaplan, Reinhard Walter (1912–2003), deutscher Mikrobiologe
- Kaplan, Remzi (* 1960), deutsch-türkischer Dönerproduzent
- Kaplan, Robert (* 1933), US-amerikanischer Mathematikdidaktiker und populärwissenschaftlicher Autor
- Kaplan, Robert D. (* 1952), amerikanischer PolitikwissenschaftlerRobert D. Kaplan (* 1952)

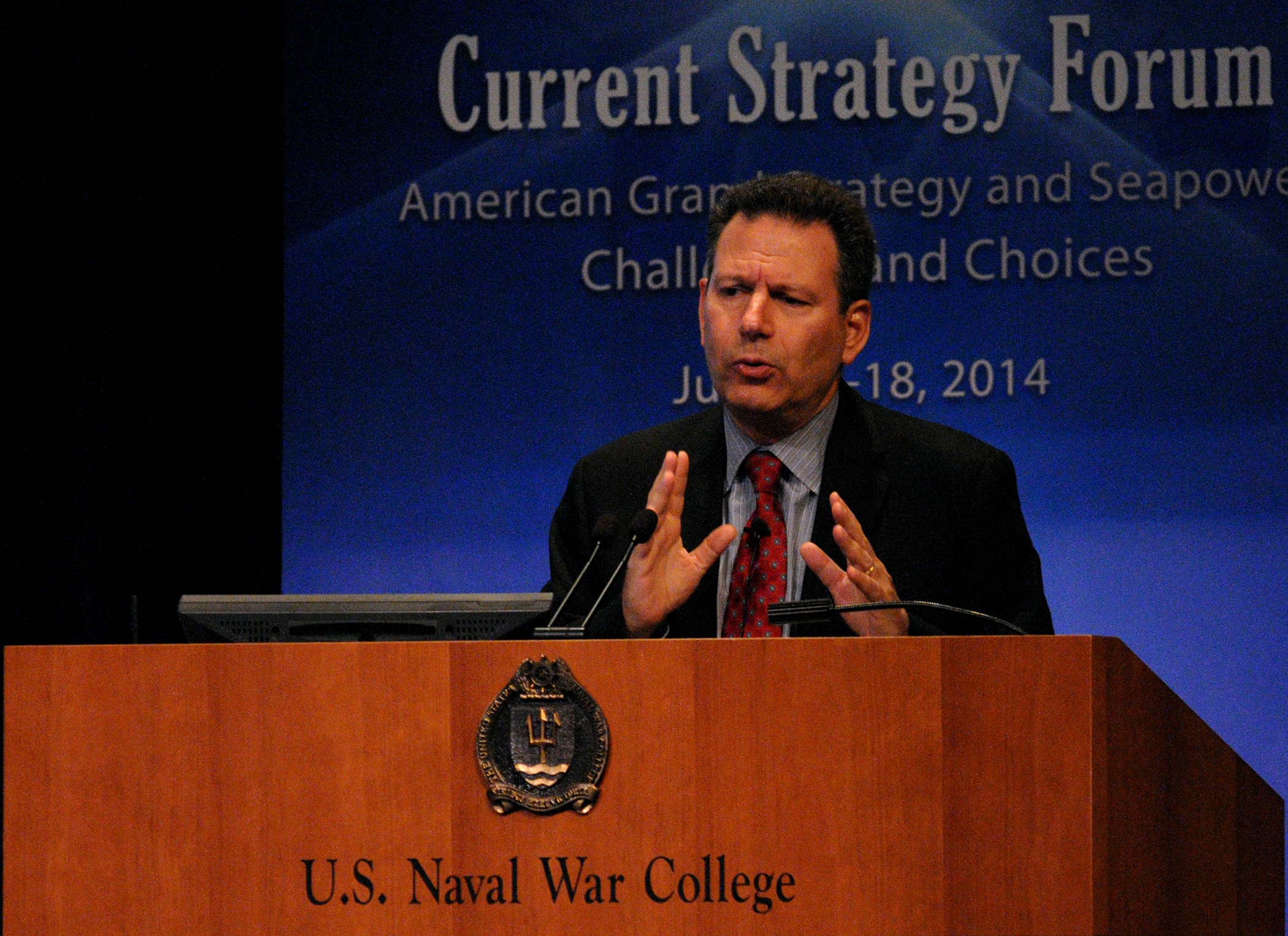
Robert D. Kaplan (* 1952)

- Kaplan, Robert S. (* 1940), amerikanischer Wirtschaftswissenschaftler
- Kaplan, Samuel Louis (* 1936), US-amerikanischer Diplomat
- Kaplan, Sancak (* 1982), türkischer Fußballspieler
- Kaplan, Sidney J. (1909–1962), amerikanischer Jurist
- Kaplan, Sinan (* 1994), türkischer Fußballspieler
- Kaplan, Sol (1919–1990), US-amerikanischer Pianist und Filmkomponist
- Kaplan, Steven (* 1953), israelisch-amerikanischer Äthiopist
- Kaplan, Steven L. (* 1943), US-amerikanischer Historiker und Hochschullehrer
- Kaplan, Thomas S. (* 1962), US-amerikanischer Unternehmer, Investor, Philanthrop und Kunstsammler
- Kapłan, Tomasz (* 1984), polnischer Poolbillardspieler
- Kaplan, Viktor (1876–1934), österreichischer IngenieurViktor Kaplan (1876–1934)

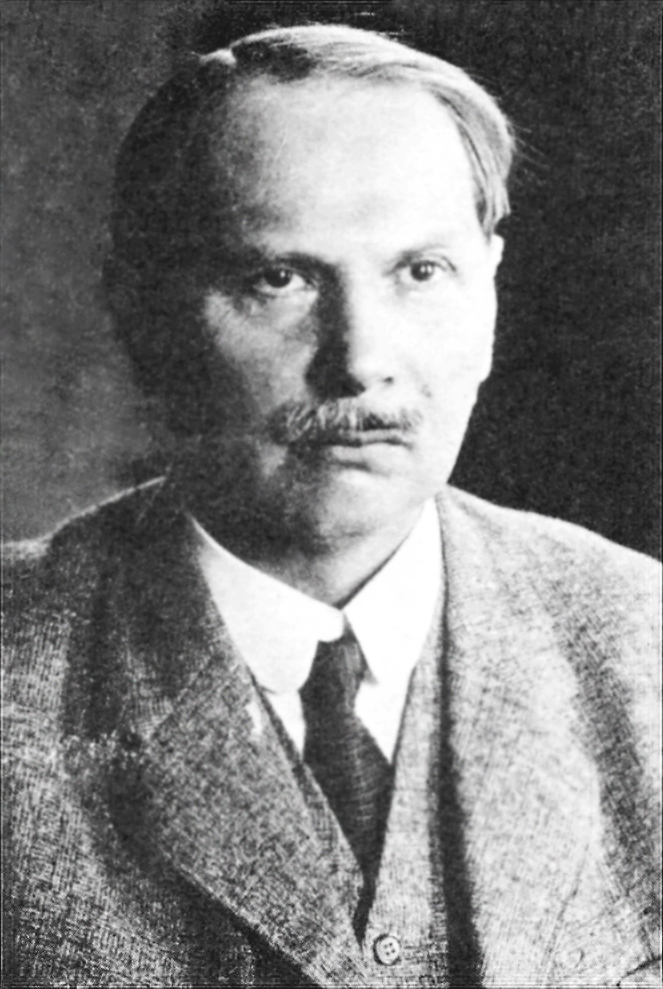
Viktor Kaplan (1876–1934)

- Kaplan, Vivian Jeanette (* 1946), kanadische Autorin
- Kaplan, Waleri Jewgenjewitsch (* 1943), sowjetischer Eisschnellläufer
- Kaplan, William B., US-amerikanischer Tontechniker, Schauspieler und Kameramann
- Kaplan, Yıldız (* 1970), türkisches Model, Schauspielerin und Popsängerin
- Kaplan, Yusuf Fırat (* 1998), türkischer Fußballspieler
- Kaplan, Zelda (1916–2012), US-amerikanische Dame der Gesellschaft und Frauenrechtlerin
- Kapłaniak, Stefan (1933–2021), polnischer Kanute
- Kaplanoğlu, Semih (* 1963), türkischer Filmregisseur und Drehbuchautor
- Kaplansky, Irving (1917–2006), US-amerikanischer Mathematiker
- Kaplansky, Lucy (* 1960), US-amerikanische Sängerin und Musikerin
- Kaplansky, Schlomo (1884–1950), Sozialist und Zionist
- Kapleau, Philip (1912–2004), US-amerikanischer Zen-Mönch und AutorPhilip Kapleau (1912–2004)

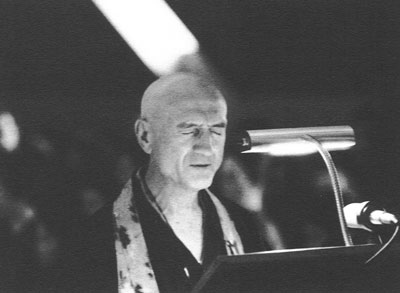
Philip Kapleau (1912–2004)

- Kaplenig, Richard (* 1963), österreichischer Maler
- Kaplenka, Kiryl (* 1999), belarussischer Fußballspieler
- Kapler, Hermann (1867–1941), deutscher Jurist und evangelischer Kirchenpolitiker
- Käpler, Melchior Christian (1712–1793), deutscher Forstmann
- Käpler, Wilhelm Heinrich (1740–1805), deutscher Forstmann
- Kaplický, Jan (1937–2009), tschechisch-britischer Architekt
- Kaplický, Václav (1895–1982), tschechischer Prosaist, Verleger und epischer Dichter
- Kaplina, Julija Wladimirowna (* 1993), russische Sportkletterin
- Kaplina, Polina Andrejewna (* 1999), russische Handballspielerin
- Kaplinski, Jaan (1941–2021), estnischer Lyriker, Übersetzer, Autor und Hochschullehrer
- Kaplinski, Lauris (* 1971), estnischer Softwareentwickler und Informatiker
- Kaplinski, Matt, US-amerikanischer Geologe
- Kaplinski, Mosche (* 1957), israelischer General
- Kaplinski, Shmuel (1914–2000), jüdischer Partisan in Litauen
- Kapljanski, Alexander Alexandrowitsch (1930–2022), russischer Festkörperphysiker und Hochschullehrer
- Kapllani, Edmond (* 1982), albanischer Fußballspieler und -trainerEdmond Kapllani (* 1982)

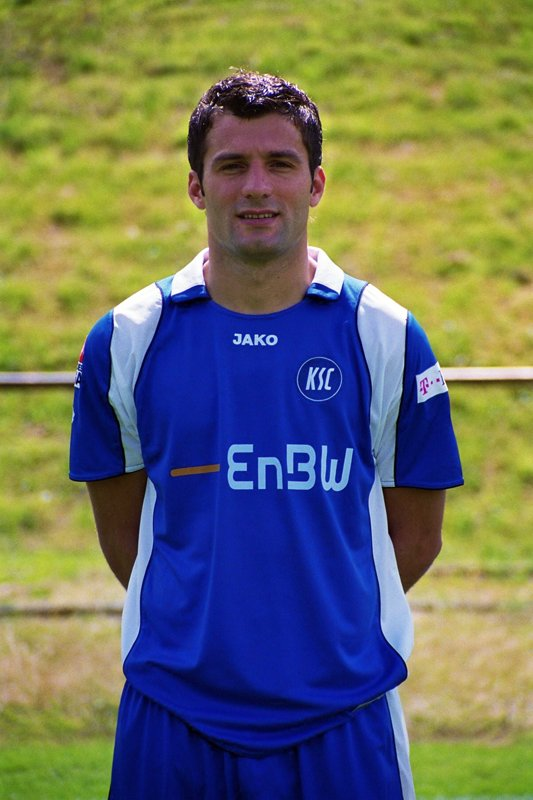
Edmond Kapllani (* 1982)

- Kapllani, Gazmend (* 1967), albanischer Schriftsteller und Journalist
- Kapllani, Muhamet (* 1943), albanischer Diplomat
- Kapłoniak, Bogumiła (* 1977), polnische Biathletin und Paralympionikin
- Kaplony, Andreas (* 1960), Schweizer Islamwissenschaftler
- Kaplony, Peter (1933–2011), Schweizer Ägyptologe
- Kaplony-Heckel, Ursula (1924–2021), deutsche Ägyptologin
- Kapluck, Manfred (1929–2014), deutscher Parteifunktionär (KPD, DKP)
- Kaplun, Pavel (* 1965), russisch-deutscher Maler, Fotograf und Fachbuchautor
- Kaplún, Raúl (1910–1990), argentinischer Geiger, Bandleader und Tangokomponist
- Kaplunger, Rudolph (1746–1795), deutscher Bildhauer
- Kaplunow, Wladimir Iossifowitsch (1933–2015), sowjetisch-russischer Gewichtheber
- Kaplunowski, Wladimir (1906–1969), sowjetischer Regisseur und Produktionsdesigner

### Kapm
- Kapmeier, Heinrich (1871–1948), deutscher Politiker (SPD)

### Kapn
- Kapnek, Emily (* 1969), US-amerikanische Filmproduzentin und Drehbuchautorin
- Kapnisis, Kostas (1920–2007), griechischer Jazz- und Unterhaltungsmusiker (Piano, Komposition)
- Kapnist, Marija (1914–1993), sowjetisch-ukrainische Filmschauspielerin
- Kapnist, Wassili Wassiljewitsch (1758–1823), Adelsmarschall des Gouvernements Poltawa und Schriftsteller

### Kapo
- Kapo, kolumbianischer Singer-Songwriter
- Kapo, Hysni (1915–1979), albanischer Politiker (Partei der Arbeit Albaniens)
- Kapo, Maxen (* 2001), französischer Fußballspieler
- Kapo, Olivier (* 1980), französischer Fußballspieler
- Kapo, Vito (1922–2020), albanische kommunistische Politikerin
- Kapocsányi, Karl Appel von (1773–1839), ungarischer Landwirt
- Kapodistrias, Augustinos (1778–1857), griechischer Staatspräsident
- Kapodistrias, Ioannis (1776–1831), griechischer Politiker, StaatsoberhauptIoannis Kapodistrias (1776–1831)

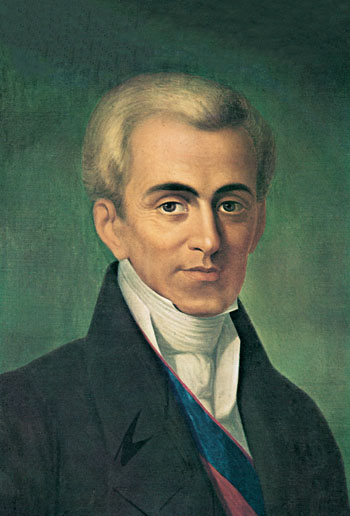
Ioannis Kapodistrias (1776–1831)

- Kapofi, Frans (* 1953), namibischer Politiker und Minister
- Kapohl, Matthias (* 1972), deutscher Hörspielregisseur und Autor
- Kapoma, Tens, Ständiger Vertreter Sambias bei der UN
- Kapon, Tomer (* 1985), israelischer Filmschauspieler
- Kapone, Jérémy (* 1990), französischer Schauspieler, Songwriter
- Kaponig, Hermann (* 1963), österreichischer Militär, Generalmajor des Österreichischen Bundesheeres
- Kapono, Jason (* 1981), US-amerikanischer Basketballspieler
- Kapoor, Anil (* 1956), indischer Schauspieler und Produzent
- Kapoor, Anish (* 1954), indischer Bildhauer
- Kapoor, Deepti (* 1980), indische Schriftstellerin
- Kapoor, Kareena (* 1980), indische FilmschauspielerinKareena Kapoor (* 1980)

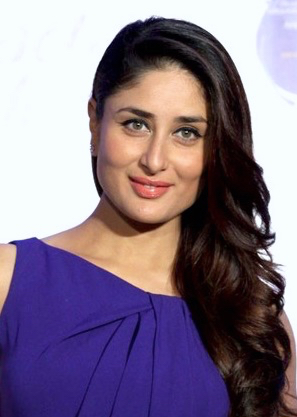
Kareena Kapoor (* 1980)

- Kapoor, Karisma (* 1974), indische Filmschauspielerin
- Kapoor, Kashika (* 2002), indische Schauspielerin
- Kapoor, Khushi (* 2000), indische Schauspielerin und Tänzerin
- Kapoor, Kunal (* 1977), indischer Regisseur und Schauspieler
- Kapoor, Mahendra (1934–2008), indischer Playbacksänger
- Kapoor, Prithviraj (1906–1972), indischer Film- und Theaterschauspieler
- Kapoor, Raj (1924–1988), indischer Filmschauspieler, Filmregisseur und Filmproduzent
- Kapoor, Ranbir (* 1982), indischer Schauspieler
- Kapoor, Ravi (* 1969), britischer Schauspieler
- Kapoor, Rishi (1952–2020), indischer Schauspieler
- Kapoor, Shahid (* 1981), indischer Schauspieler und ModelShahid Kapoor (* 1981)

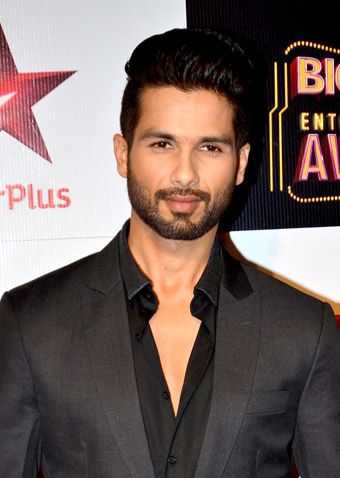
Shahid Kapoor (* 1981)

- Kapoor, Shammi (1931–2011), indischer Filmschauspieler
- Kapoor, Shashi (1938–2017), indischer Schauspieler
- Kapoor, Shobu (* 1961), britische Schauspielerin
- Kapoor, Shraddha (* 1989), indische Filmschauspielerin
- Kapoor, Sonam (* 1985), indische Schauspielerin und Model
- Kapor, Mitch (* 1950), US-amerikanischer Softwareentwickler und Unternehmer
- Kapor, Momo (1937–2010), jugoslawischer bzw. serbischer Schriftsteller, Maler und Schauspieler
- Kaposi, Attila, ungarischer Badmintonspieler
- Kaposi, Moriz (1837–1902), österreichischer Mediziner
- Kaposty-Bliss, Till (* 1970), deutscher Grafiker und Verleger
- Kapotsis, Marios (* 1991), griechischer Wasserballspieler
- Kapotwe, Lengwe (* 1980), sambischer Fußballspieler
- Kapoun, Senta (1920–2019), österreichische Übersetzerin
- Kapović, Mate (* 1981), kroatischer Sprachwissenschaftler
- Kapovich, Michael (* 1963), russisch-US-amerikanischer Mathematiker

### Kapp
- Kapp von Gültstein, Otto (1853–1920), deutscher Ingenieur und Eisenbahnpionier, württembergischer Baubeamter
- Kapp, Alexander (1800–1869), deutscher Pädagoge
- Kapp, Alexander (* 1955), deutscher Dermatologe
- Kapp, Andero (* 2006), estnischer Skispringer
- Kapp, Andreas (* 1967), deutscher Curler
- Kapp, Anni (1908–1972), deutsche Wasserspringerin und Olympiateilnehmerin
- Kapp, Artur (1878–1952), estnischer Komponist
- Kapp, Bernhard (1921–2014), deutscher Unternehmer
- Kapp, Bobby (* 1942), US-amerikanischer Jazzmusiker
- Kapp, Christian (1798–1874), deutscher Hochschullehrer, Professor der Philosophie und demokratischer badischer Politiker im Umfeld der Märzrevolution
- Kapp, Christian Ehrhard (1739–1824), Arzt und Schriftsteller in Leipzig und Dresden
- Kapp, Colin (1928–2007), britischer Science-Fiction-Schriftsteller
- Kapp, Daniel (* 1968), deutsch-amerikanischer Politikberater
- Kapp, Dieter B. (1941–2021), deutscher Indologe
- Kapp, Ernst (1808–1896), deutscher PhilosophErnst Kapp (1808–1896)

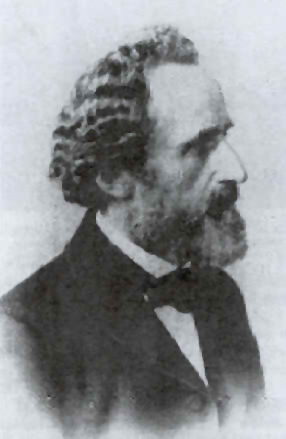
Ernst Kapp (1808–1896)

- Kapp, Ernst (1888–1978), deutscher Klassischer Philologe
- Kapp, Eugen (1908–1996), estnischer Komponist
- Kapp, Friedrich (1792–1866), deutscher Gymnasiallehrer
- Kapp, Friedrich (1824–1884), deutscher Rechtsanwalt, Autor und Politiker (NLP), MdR
- Kapp, Gisbert (1852–1922), österreichisch-britischer Elektrotechniker
- Kapp, Gottfried (1897–1938), deutscher Schriftsteller
- Kapp, Hans-Jörg (* 1964), deutscher Regisseur, Autor und Hochschullehrer
- Kapp, Hermann (1898–1983), deutscher Politiker (CDU), MdL (Baden-Württemberg), Tuchfabrikant
- Kapp, Hermann (1900–1976), Schweizer Arzt und Hochschullehrer
- Kapp, Ida (1884–1979), deutsche Klassische Philologin
- Kapp, Johann (1739–1817), deutscher klassischer Philologe, lutherischer Geistlicher und Theologe
- Kapp, Johann Christian (1764–1793), deutscher klassischer Philologe
- Kapp, Johann Erhard (1696–1756), deutscher Rhetoriker und Historiker
- Kapp, Johann Konrad (* 1788), deutscher Verwaltungsbeamter
- Kapp, Johannes (1929–2018), deutscher Geistlicher, römisch-katholischer Weihbischof in Fulda
- Kapp, Joosep (1833–1894), estnischer Pädagoge und Chorleiter
- Kapp, Julius (1883–1962), deutscher Dramaturg und Autor
- Kapp, Karl (1898–1965), deutscher Gewerkschafter, SPD-Funktionär und KZ-Häftling
- Kapp, Karl William (1910–1976), deutscher Nationalökonom
- Kapp, Kit (1926–2013), amerikanischer Ethnologe, Forschungsreisender, Kartograf und Kunstsammler
- Kapp, Marizanne (* 1990), südafrikanische Cricketspielerin
- Kapp, Markus (* 1972), deutscher Kabarettist, Musiker, Texter und Komponist
- Kapp, Oskar (1912–1943), deutscher Fußballspieler
- Käpp, Osvald (1905–1995), estnischer Ringer
- Kapp, Patrick (* 1996), Schweizer Unihockeyspieler
- Kapp, Patrick (* 1997), deutscher Fußballspieler
- Kapp, Peter (* 1961), deutscher Bäcker, Konditor und Dozent
- Kapp, Reinhard (1907–1995), deutscher Rechtsanwalt und Steuerberater
- Kapp, Reinhard (* 1947), deutscher Musikwissenschaftler
- Kapp, Richard (* 1976), österreichischer Musiker
- Kapp, Ulrich (* 1971), deutscher Curler
- Kapp, Vanessa (* 1993), Schweizer Unihockeyspielerin
- Kapp, Villem (1913–1964), estnischer Komponist
- Kapp, Volker (* 1940), deutscher Romanist
- Kapp, Wilhelm (1865–1943), deutscher Theologe und Hochschullehrer
- Kapp, Wolfgang (1858–1922), deutscher Politiker (DVP), MdR und Generallandschaftsdirektor in Königsberg (Preußen)Wolfgang Kapp (1858–1922)

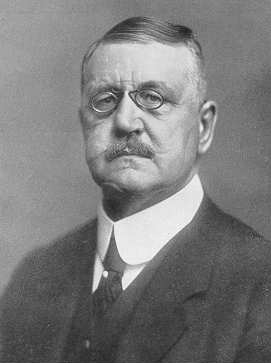
Wolfgang Kapp (1858–1922)

- Kapp, Yvonne (1903–1999), englische Autorin und Historikerin
- Kappacher, Adam (* 1993), österreichischer Freestyle-Skier
- Kappacher, Stefan (* 1962), österreichischer Journalist
- Kappacher, Walter (1938–2024), österreichischer Schriftsteller
- Kappadokier, Arsenios der († 1924), griechisch-orthodoxer Mönch, Priester und HeiligerArsenios der Kappadokier († 1924)

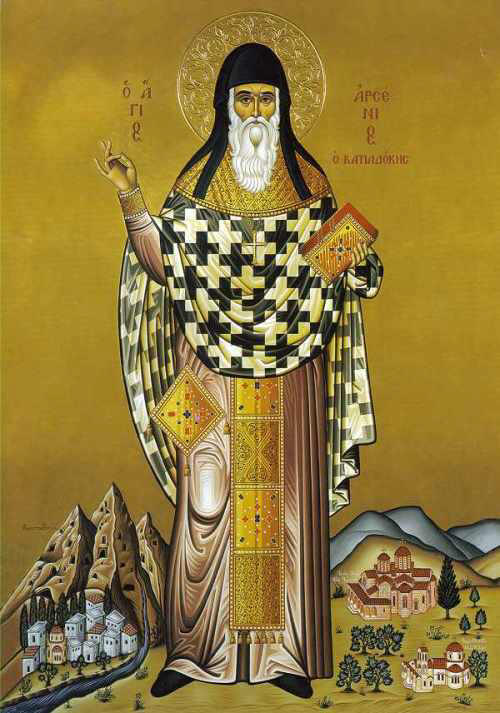
Arsenios der Kappadokier († 1924)

- Kappanyos, András (* 1962), ungarischer Literaturhistoriker, Literaturübersetzer und Universitätsprofessor
- Kappas, Arvid (* 1962), deutscher Psychologe und Hochschullehrer
- Kappas, Dimitrios (* 1989), griechischer Skilangläufer und Biathlet
- Kappas, Martin (* 1961), deutscher Geograph und Hochschullehrer
- Kappauf, Alfred (1952–2016), deutscher Psychotherapeut
- Kappauf, Johanna (* 1999), deutsche Schauspielerin
- Kappaurer, Elisabeth (* 1994), österreichische Skirennläuferin
- Kappe, Christian (* 1971), deutscher Jazzmusiker (Trompete, Flügelhorn), Komponist, Arrangeur und Musikpädagoge
- Kappe, Christine (* 1970), deutsche Schriftstellerin, Dichterin, Dramatikerin und Essayistin
- Kappe, Friedrich von (1799–1883), preußischer Generalmajor
- Kappe, Nicklas (* 1996), deutscher Politiker (CDU), MdB
- Kappe, Niko (* 1985), deutscher Lehrer, Journalist, Webvideoproduzent und Influencer
- Kappe, Rainer (1943–2020), deutscher Jurist, Künstler und Herausgeber
- Kappe, Ray (1927–2019), US-amerikanischer Architekt und Hochschullehrer
- Kappe, Sandro (* 1985), deutscher Politiker (CDU)
- Kappe, Walter (1905–1944), deutscher Journalist, Nationalsozialist und Auslandsdeutscher in den USA
- Kappe-Hardenberg, Siegfried (1915–1989), deutscher Journalist und Verleger
- Kappel, Barbara (* 1965), österreichische Politikerin (FPÖ), Landtagsabgeordnete, MdEP
- Kappel, Gerti (* 1960), österreichische Informatikerin und Hochschullehrerin
- Kappel, Gertrud (1884–1971), deutsche Opernsängerin (Sopran)
- Kappel, Heiner (* 1938), deutscher Pfarrer und Politiker (FDP, DP, BFB)
- Kappel, Horst (* 1937), deutscher Radrennfahrer
- Käppel, Hubert (* 1951), deutscher GitarristHubert Käppel (* 1951)

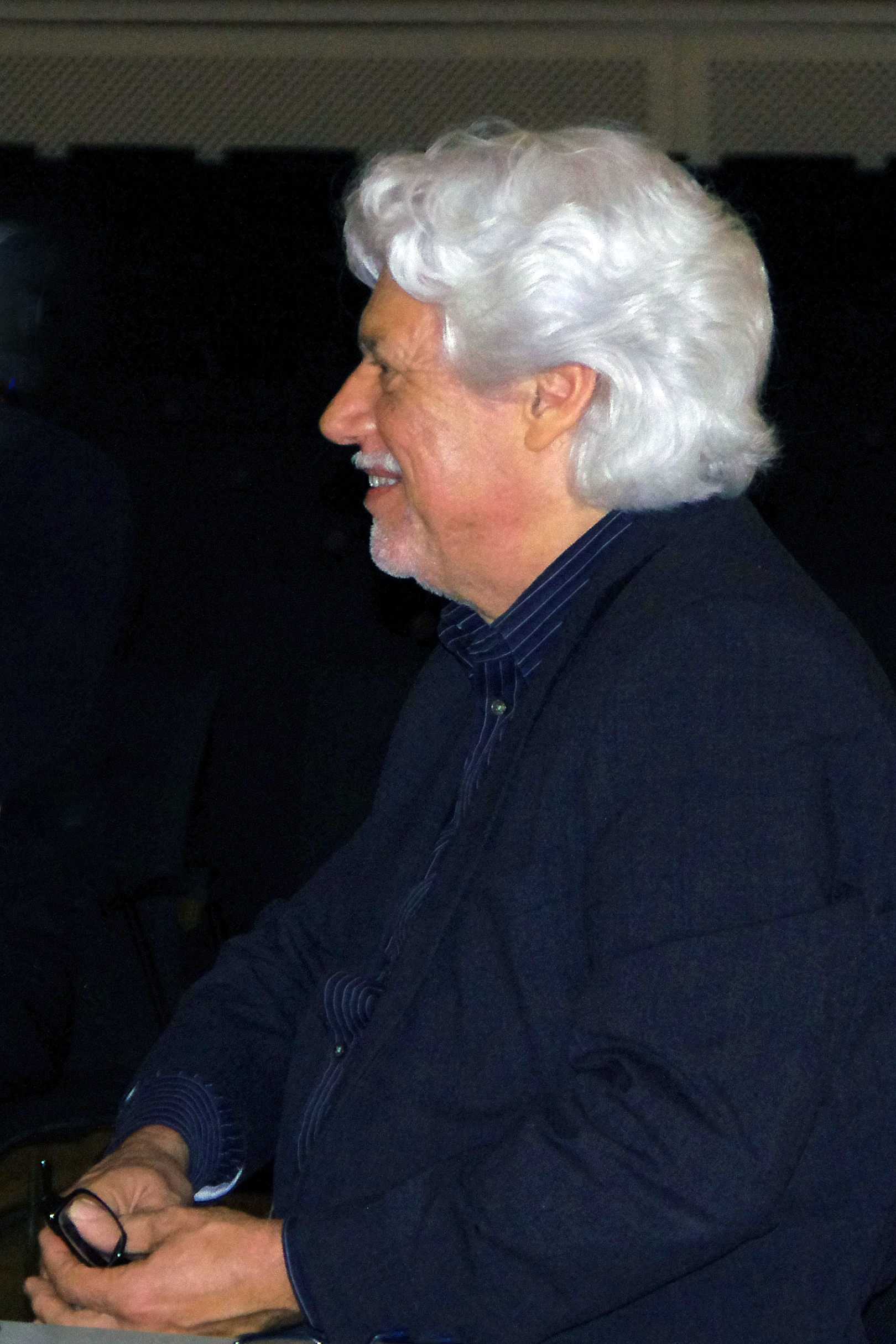
Hubert Käppel (* 1951)

- Kappel, Johannes (1855–1907), estnischer Komponist
- Kappel, Kai (* 1962), deutscher Architekturhistoriker und Hochschulprofessor
- Käppel, Kathi (* 1977), deutsche Künstlerin
- Kappel, Leandro (* 1989), niederländischer Fußballspieler
- Käppel, Lutz (* 1960), deutscher Klassischer Philologe
- Kappel, Marcus (1839–1919), deutscher Bankier, Kaufmann, Kunstsammler und Mäzen
- Kappel, Niko (* 1995), deutscher Behindertensportler
- Kappel, Robert (* 1946), deutscher Wirtschaftswissenschaftler
- Kappel, Rolf (1948–2019), deutscher Wirtschaftswissenschaftler und Entwicklungsökonom
- Kappel, Wilhelm (1929–2022), deutscher Pflanzenzüchter und Hochschullehrer
- Kappel, Wladimir Oskarowitsch (1883–1920), russischer General während des Russischen Bürgerkrieges
- Käppeler, Aki (* 1994), deutsch-amerikanischer Feldhockeyspieler
- Kappeler, Andreas (* 1943), Schweizer Historiker
- Kappeler, Beat (* 1946), Schweizer Ökonom, Publizist und Autor
- Kappeler, Beat (* 1970), Schweizer Saxophonist
- Kappeler, Detlef (* 1938), deutscher Architekt, Maler und Zeichner
- Käppeler, Dominik (* 1988), deutscher KochDominik Käppeler (* 1988)

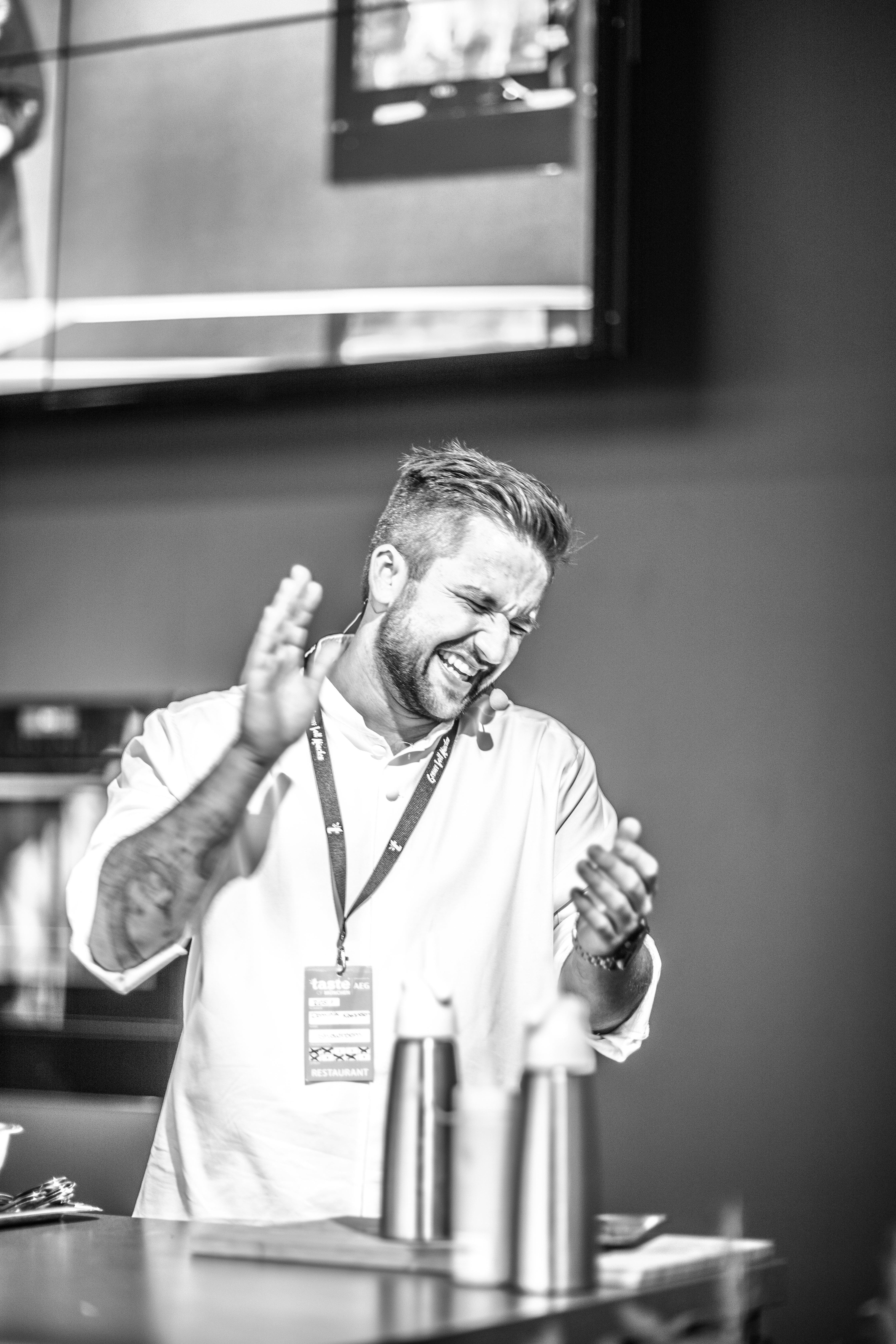
Dominik Käppeler (* 1988)

- Kappeler, Ernst (1911–1987), Schweizer Schriftsteller und Sekundarlehrer
- Kappeler, Franz (1898–1988), Schweizer Jurist und Diplomat
- Kappeler, Friedrich (1949–2022), Schweizer Dokumentarfilmer und Fotograf
- Kappeler, Johann Karl (1816–1888), Schweizer Jurist und Politiker
- Käppeler, Klaus (* 1954), deutscher Politiker (SPD), Mitglied im baden-württembergischen Landtag
- Kappeler, Manfred (* 1940), deutscher Sozialpädagoge und Autor
- Kappeler, Marianne (1905–1994), Schweizer Theologin und Pfarrerin
- Kappeler, Moritz Anton (1685–1769), Schweizer Arzt und Naturforscher
- Kappeler, Otto (1841–1909), deutsch-schweizerischer Chirurg
- Kappeler, Otto (1884–1949), Schweizer Bildhauer, Bauplastiker und Kunstpädagoge
- Kappeler, Otto (1892–1959), Schweizer Kaufmann und Kantonsrat
- Kappeler, Peter M. (* 1959), deutscher Biologe, Anthropologe, Autor
- Kappeler, Simone (* 1952), Schweizer Fotografin
- Kappeler, Thomas (1953–2022), Schweizer Mathematiker und Hochschullehrer
- Kappeler, Vera (* 1974), Schweizer Jazzmusikerin
- Kappelhoff, Bernd (* 1949), deutscher Historiker und Archivar
- Kappelhoff, Hermann (* 1959), deutscher Filmwissenschaftler
- Kappelhoff, Peter (* 1944), deutscher Soziologe
- Käppeli, Gottlieb (1840–1909), Schweizer Politiker
- Käppeli, Marco (* 1951), Schweizer Jazzschlagzeuger
- Käppeli, Robert (1900–2000), Schweizer Manager
- Käppeli, Seppi (* 1976), Schweizer Jazzmusiker
- Käppeli, Thomas M. (1900–1984), Schweizer Theologe
- Kappelin, Richard (* 1983), schwedischer Handballspieler
- Kappeller, Ludwig (1804–1883), österreichischer Mechaniker
- Kappelmacher, Alfred (1876–1932), österreichischer Klassischer Philologe
- Kappelmaier, Marcel (* 1991), deutscher Fußballspieler
- Kappelmann, Wilhelm (1929–1985), deutscher Gewerkschafter
- Kappelsberger, Ruth (1927–2014), deutsche Ansagerin und Schauspielerin
- Kappelt, Olaf (* 1953), deutscher Historiendarsteller, Publizist und Stadtführer
- Kappen, Elke (* 1963), deutsche Diplom-Sozialarbeiterin und Kommunalpolitikerin
- Kappen, Hubert (1878–1949), deutscher Agrikulturchemiker
- Kappen, Norbert (1928–1984), deutscher Schauspieler und Hörspielsprecher
- Kappenberg, Franz (* 1946), deutscher Lehrer
- Kappenberg, Mitchell (* 1986), niederländischer Fußballspieler
- Kappenberg, Theodor (1848–1920), Priester und Weihbischof im Bistum Münster
- Kappenberger, Julia (* 1995), deutsche Fußballspielerin
- Kappenberger, Rodolfo (1917–2012), Schweizer Fussballspieler
- Kappenstein, Bernd (* 1955), deutscher Politiker (CDU)
- Kappenstein, Demian (* 1983), deutscher Jazz- und Popmusiker (Schlagzeug, Komposition)
- Kapper, Anton (1869–1936), österreichischer Historiker und Archivar
- Kapper, Loviise (* 1996), estnische Schauspielerin
- Kapper, Siegfried (1820–1879), böhmischer Schriftsteller, Übersetzer und Arzt jüdischer Herkunft
- Kappers, Anton (1707–1762), münsterischer Maler des Barock
- Kappers, Cornelius Ubbo Ariëns (1877–1946), niederländischer Neurologe
- Kappert, Gunter (1927–2022), deutscher Ministerialbeamter und Staatssekretär
- Kappert, Ines (* 1970), deutsche Literaturwissenschaftlerin und Journalistin, Leiterin des Gunda-Werner-Instituts
- Kappert, Petra (1945–2004), deutsche Turkologin
- Kappert-Gonther, Kirsten (* 1966), deutsche Politikerin (Bündnis 90/Die Grünen), MdBBKirsten Kappert-Gonther (* 1966)

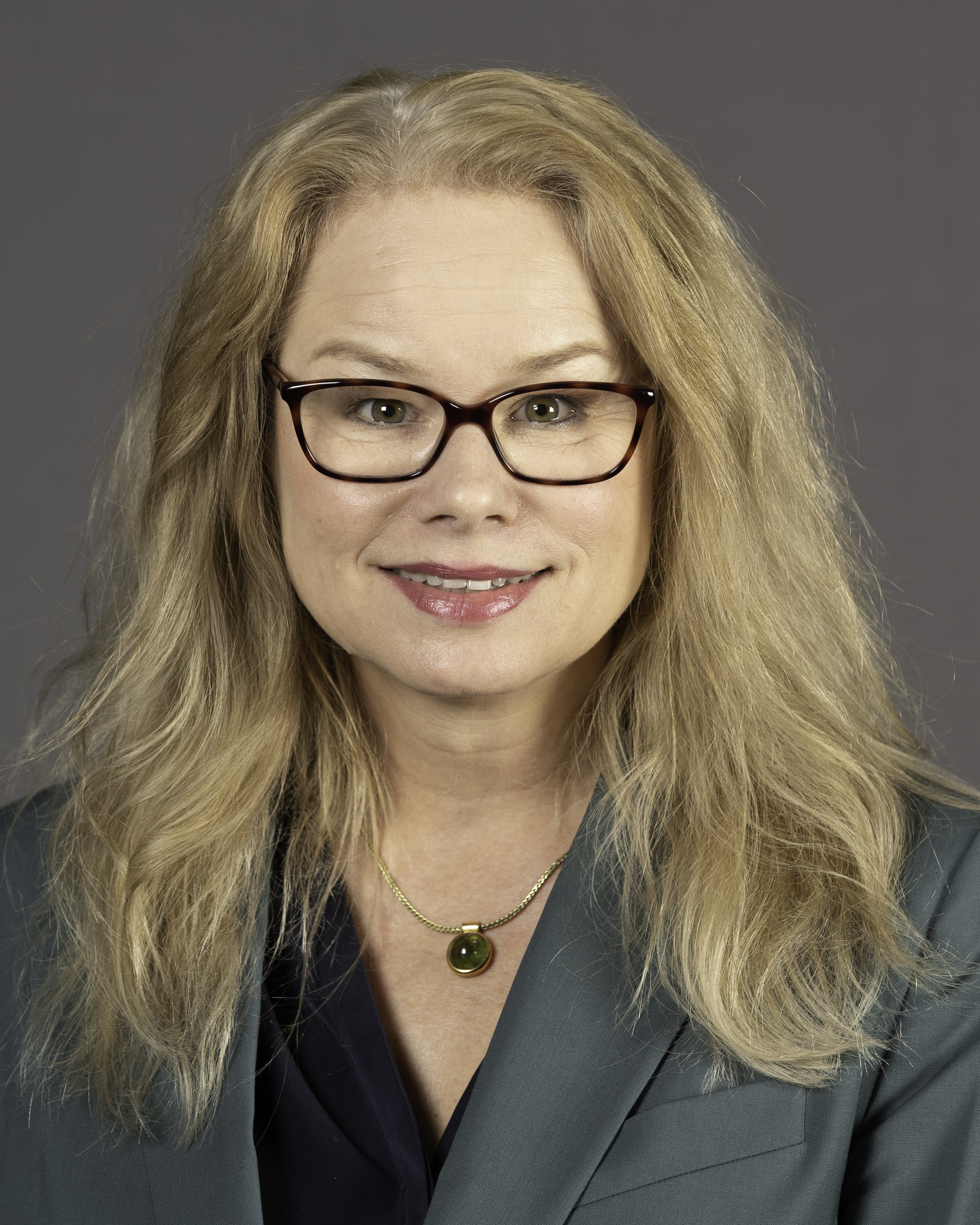
Kirsten Kappert-Gonther (* 1966)

- Kappertz, Hans (1888–1954), deutscher Politiker (SPD), MdR
- Kappes, Aloysius (1885–1937), deutscher römisch-katholischer Geistlicher und Pfarrer
- Kappes, Andreas (1965–2018), deutscher Radrennfahrer
- Kappes, Anthony (* 1973), englischer Behindertenradsportler
- Kappes, Dag (* 1963), deutsch-schweizerischer Chemiker
- Kappes, Franz-Hermann (1938–1992), deutscher Politiker (CDU), MdB
- Kappes, Heinz (1893–1988), deutscher Publizist, Übersetzer, Pfarrer
- Kappes, Hilde (* 1964), deutsche Improvisationsmusikerin
- Kappes, Jana (* 1996), deutsche FußballspielerinJana Kappes (* 1996)

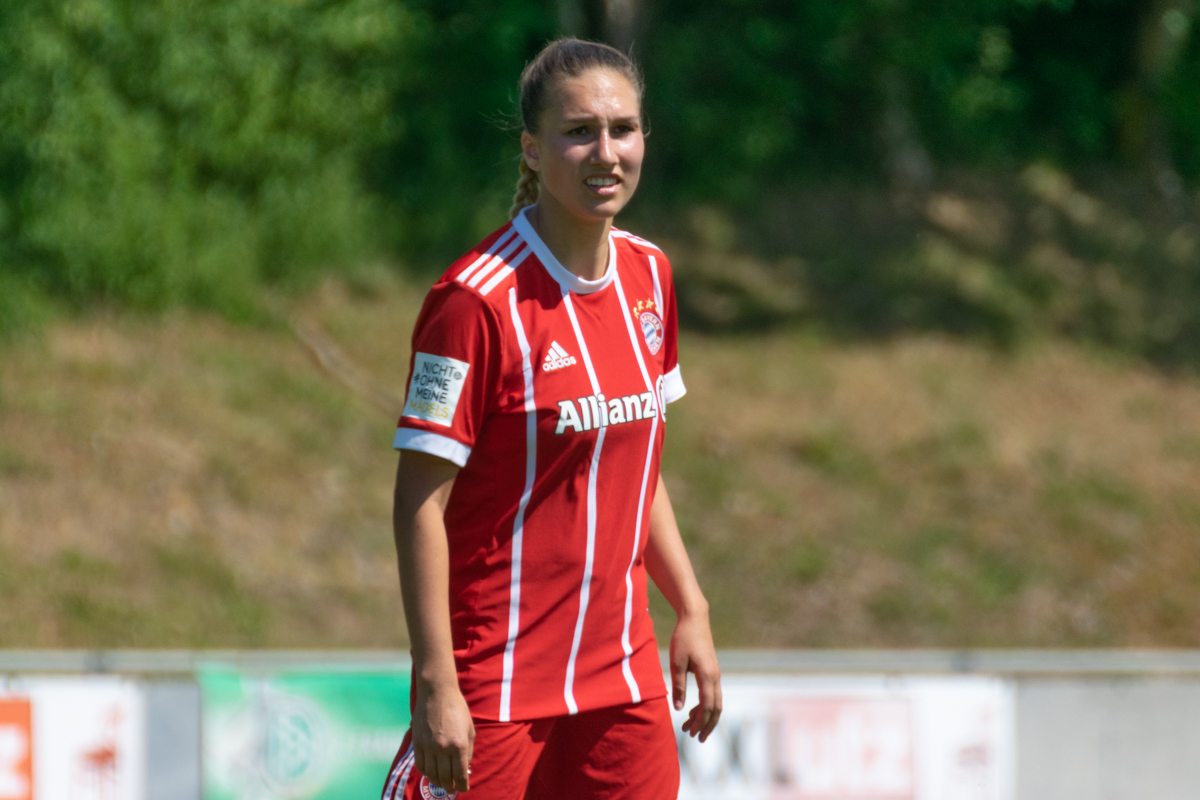
Jana Kappes (* 1996)

- Kappes, Johanna (1879–1933), deutsche Ärztin
- Kappes, Johannes (1773–1837), Politiker Freie Stadt Frankfurt
- Kappes, Manfred (* 1957), deutscher Physikochemiker
- Kappes, Michael (* 1958), deutscher römisch-katholischer Theologe
- Kappés, Pascal (* 1990), deutscher Laiendarsteller und Model
- Kappés, Rudi (1957–2002), deutscher Fußballspieler
- Kappes, Stephen (* 1951), US-amerikanischer Offizier und Geheimdienstmitarbeiter, leitender Direktor der CIA
- Kappesser, Christoph (1960–2020), deutscher Bildhauer und Kunstpädagoge
- Kappest, Klaus-Peter (* 1969), deutscher Reiseführerautor, Fotograf
- Kapphahn, Dieter (1940–2019), deutscher Pilot
- Kappil, Mathias (1928–2007), indischer Geistlicher, Bischof von Punalur
- Kappis, Albert (1836–1914), deutscher Maler und Zeichner
- Kappis, Max (1881–1938), deutscher Chirurg und Hochschullehrer
- Kappius, Josef (1907–1967), deutscher Politiker (SPD), MdL, Widerstandskämpfer gegen den Nationalsozialismus
- Kappl, Josef (* 1950), rumänisch-deutscher Musiker, Bassist und Komponist
- Käpplein, Lara (* 1995), deutsche Badmintonspielerin
- Käppler, Anton (1856–1928), deutscher Architekt
- Kappler, Arnold (1889–1970), Schweizer Gewerkschafter und Politiker (KVP)
- Kappler, August (1815–1887), deutscher Forscher und Unternehmer in Suriname
- Kappler, Bianca (* 1977), deutsche Weitspringerin
- Kappler, Ekkehard (* 1940), deutscher Betriebswissenschaftler
- Kappler, Eugen (1905–1977), deutscher Physiker und Professor für Experimentalphysik
- Käppler, Georg (1875–1956), deutscher Maurer, Gewerkschafter und langjähriger Sekretär der Bauarbeiter-Internationale
- Kappler, Günter (* 1939), deutscher Ingenieur im Bereich Luft- und Raumfahrt
- Kappler, Gustav (1855–1922), österreichischer Marinemaler
- Kappler, Herbert (1907–1978), deutscher Kommandeur der SiPo und des SD in RomHerbert Kappler (1907–1978)

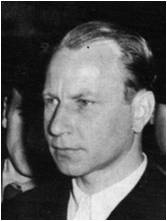
Herbert Kappler (1907–1978)

- Käppler, Hermann (1863–1926), deutscher Politiker (SPD), MdR, MdL
- Kappler, John W., US-amerikanischer Biochemiker und Immunologe
- Kappler, Karl (1891–1962), deutscher Automobilrennfahrer
- Käppler, Lars (* 1975), deutscher Neonazi und ehemaliger Funktionär der Jungen Nationaldemokraten (JN)
- Kappler, Maximilian (* 1997), deutscher Motorradrennfahrer
- Käppler, Peter (* 1961), Schweizer Politiker (SP)
- Kappler, Ulrike (* 1951), deutsche Künstlerin
- Kappler, Werner (1902–1944), deutscher Klassischer Philologe
- Käpplinger, Bernd (* 1972), deutscher Erziehungswissenschaftler mit Schwerpunkt Erwachsenen- und Weiterbildung
- Kapplmüller, Herbert (* 1941), österreichischer Künstler, Professor, Bühnen- und Kostümbildner
- Käppner, Joachim (* 1961), deutscher Journalist
- Kappner, Peter (* 1944), deutscher Schauspieler
- Kapps, Hermann (* 1864), deutscher Unternehmer und Fotograf in Hildesheim sowie Innungs-Obermeister
- Kappstein, Anna (1870–1950), deutsche Schriftstellerin
- Kappstein, Carl Friedrich (1869–1933), deutscher Tier- und Stilllebenmaler und Grafiker
- Kappstein, Theodor (1870–1960), deutscher Journalist, Schriftsteller, Literaturkritiker und Theologe
- Kappus, Carl (1879–1951), deutscher Sprachwissenschaftler und Gymnasiallehrer
- Kappus, Christian (1882–1945), deutscher Heimatforscher
- Kappus, Franz Xaver (1883–1966), deutscher Schriftsteller und Journalist
- Kappus, Mike (* 1950), US-amerikanischer Musikmanager und Musikproduzent
- Kappus, Robert (1904–1973), deutscher Ingenieur

### Kapr
- Kapr, Albert (1918–1995), deutscher Type Designer, Kalligraf, Typograf, Hochschullehrer
- Kapr, Jan (1914–1988), tschechischer Komponist
- Kapral, Emma (1877–1969), österreichische Lehrerin und Politikerin (CSP), Abgeordnete zum Nationalrat
- Kapral, Hilarion (1948–2022), kanadischer Geistlicher, Metropolit von Amerika
- Kapral, Myron (* 1968), ukrainischer Historiker, Quellenforscher und Kartograf
- Kapral, Peter (* 1933), österreichischer Politiker (FPÖ), Mitglied des Bundesrates
- Kaprál, Václav (1889–1947), tschechischer Komponist
- Kaprálik, Adrián (* 2002), slowakischer Fußballspieler
- Kaprálik, Zdenko (* 1985), tschechischer Fußballspieler
- Kapralos, Christos (1909–1993), griechischer Bildhauer
- Kapralos, Spyros (* 1955), griechisches IOC-Mitglied
- Kaprálová, Dora (* 1975), tschechische Schriftstellerin, Literaturkritikerin und Journalistin
- Kaprálová, Vítězslava (1915–1940), tschechische Komponistin
- Kapralow, Andrei Nikolajewitsch (* 1980), russischer Schwimmer
- Kapranos, Alex (* 1972), englischer Sänger, Songschreiber und GitarristAlex Kapranos (* 1972)

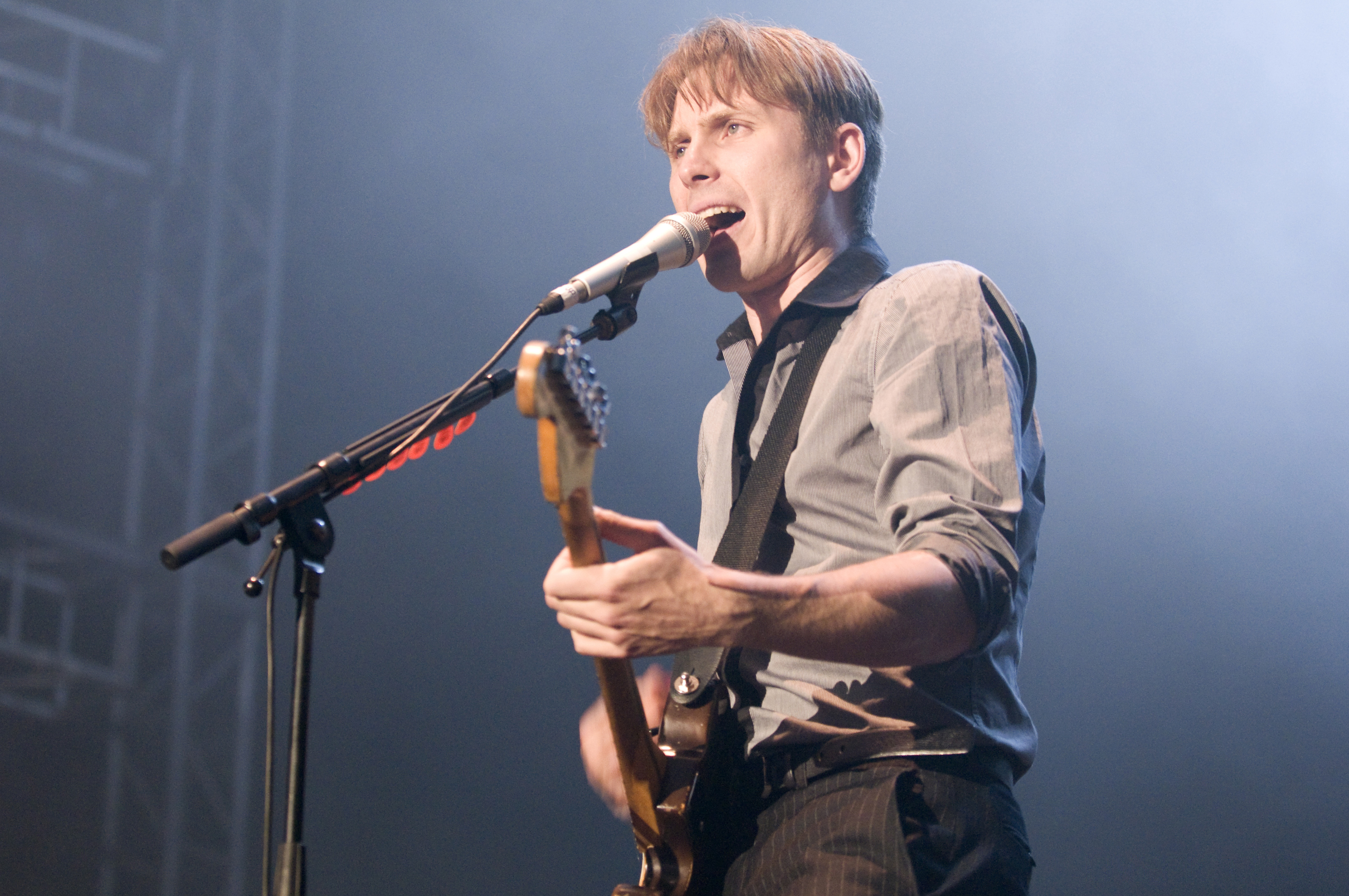
Alex Kapranos (* 1972)

- Kapranow, Michail Michailowitsch (* 1962), russischer Mathematiker
- Kapranow, Wadim Pawlowitsch (1940–2021), sowjetischer und russischer Basketballspieler und -trainer
- Kapras, Jan (1880–1947), tschechoslowakischer Rechtshistoriker und Politiker
- Kaprasová, Petra (* 1971), tschechische Rennrodlerin
- Kaprekar, Dattathreya Ramachandra (1905–1986), indischer Mathematiker
- Kapretz, Eugen (1870–1926), österreichischer General der Artillerie
- Kapri, Mathilde von († 1889), österreichische Schriftstellerin und Dramatikerin
- Kapri, Rudolf von (1887–1946), österreichischer Redakteur, Schriftsteller und Lyriker
- Kapriew, Georgi (* 1960), bulgarischer Philosoph
- Kaprisky, Valérie (* 1962), französische SchauspielerinValérie Kaprisky (* 1962)

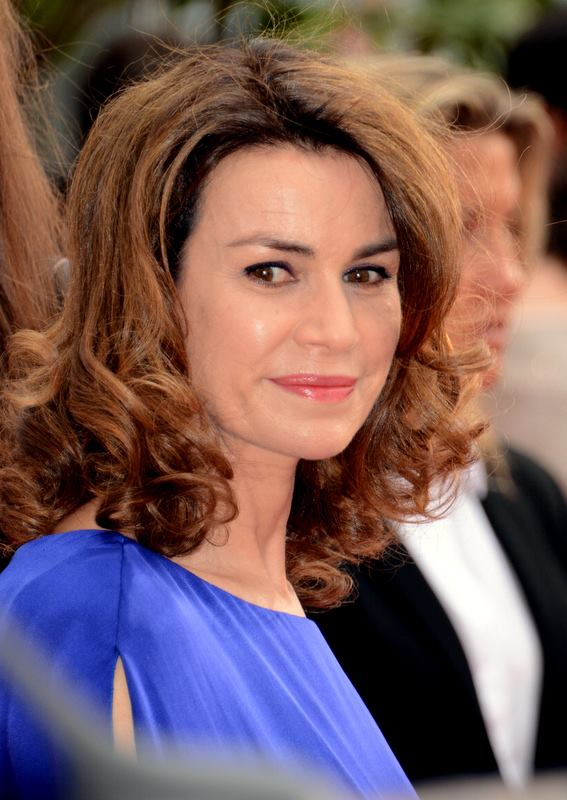
Valérie Kaprisky (* 1962)

- Kaprisow, Kirill Olegowitsch (* 1997), russischer Eishockeyspieler
- Kaproff, Dana (* 1954), US-amerikanischer Komponist und Musikproduzent
- Kapros von Elis, griechischer Olympionike
- Kapros, Anikó (* 1983), ungarische Tennisspielerin
- Kaprow, Allan (1927–2006), US-amerikanischer Künstler und Kunsttheoretiker der Aktionskunst, prägte den Begriff des „Happenings“

### Kaps
- Kaps, Agnes (* 1856), deutsche Sängerin
- Kaps, Alfons (1901–1943), deutscher Kommunist und Widerstandskämpfer gegen das NS-Regime
- Kaps, Artur (1908–1974), österreichischer Theaterdirektor und Autor
- Kaps, Christoph (* 1959), deutscher Orgelbauer
- Kapš, Darja (* 1981), slowenische Schachspielerin und Politikerin (SD)
- Kaps, Engelbert (1888–1975), deutscher Bildhauer
- Kaps, Erhard (1915–2007), deutscher Unternehmer und Autor
- Kaps, Fred (1926–1980), niederländischer Zauberkünstler
- Kaps, Hermann (* 1940), deutscher Ladungstechnikspezialist
- Kaps, Joachim (* 1952), deutscher Schauspieler und SynchronsprecherJoachim Kaps (* 1952)

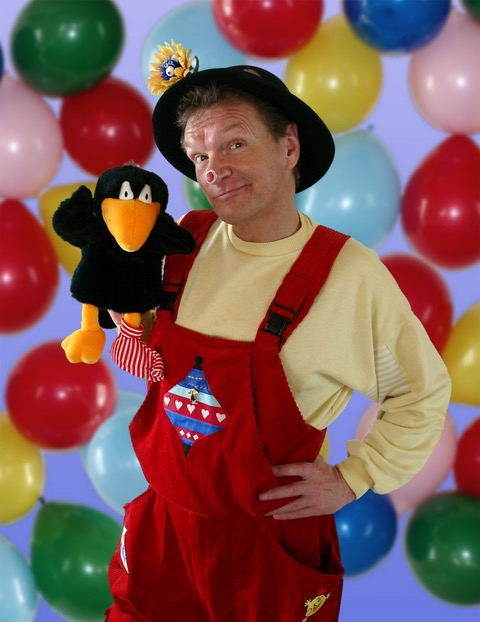
Joachim Kaps (* 1952)

- Kaps, Joachim (* 1964), deutscher Verleger
- Kaps, Johann (1895–1966), österreichischer Politiker (SDAP, SPÖ), Landtagsabgeordneter
- Kaps, Lutz (1945–2016), deutscher Sportwissenschaftler, Hochschullehrer
- Kaps, Martin (1979–2021), deutscher Schauspieler
- Kaps, Nikolaus († 1512), Weihbischof in Passau und Gurk
- Kaps, Peter (1917–1997), deutscher Politiker (CSU), MdL
- Kaps, Richard (1845–1876), deutscher Opernsänger (Tenor)
- Kaps, Ruth (* 1968), deutsche Ruderin
- Kaps, Sebastian (* 1956), deutscher Landschaftsfotograf, Autor und Mitglied der Ethikkommission des Landes Sachsen-Anhalt
- Kaps, Susanne (* 1980), deutsche Synchronsprecherin
- Kaps-Zurmahr, Beatrice (* 1977), deutsche Bühnen- und Filmschauspielerin
- Kapsa, Bernhard (* 1943), deutscher Jurist und früherer Richter am Bundesgerichtshof
- Kapsal, Reha (* 1963), türkischer Fußballspieler und -trainer
- Kapsamer, Elena (* 2002), österreichische Moto-Cross-Fahrerin
- Kapsamer, Sebastian (* 2003), österreichischer Fußballspieler
- Kapsaski, Andrea Gabriella (* 1956), griechische Schauspielerin, Filmproduzentin, Lyrikerin und Übersetzerin
- Kapsaski, Rahel (* 1991), deutsch-englische Schauspielerin, Filmproduzentin und Model
- Kapsaski, Selene (* 1986), deutsch-englische Schriftstellerin, Filmregisseurin und -produzentin, Schauspielerin
- Kapsaskis, Sokrates (1928–2007), griechischer Lyriker, Filmregisseur und Übersetzer
- Kapsberger, Johann Hieronymus, italienischer Lautenist und Komponist des Frühbarock
- Kapsch, Georg (1873–1934), österreichischer Bauingenieur
- Kapsch, Georg (* 1959), österreichischer UnternehmerGeorg Kapsch (* 1959)

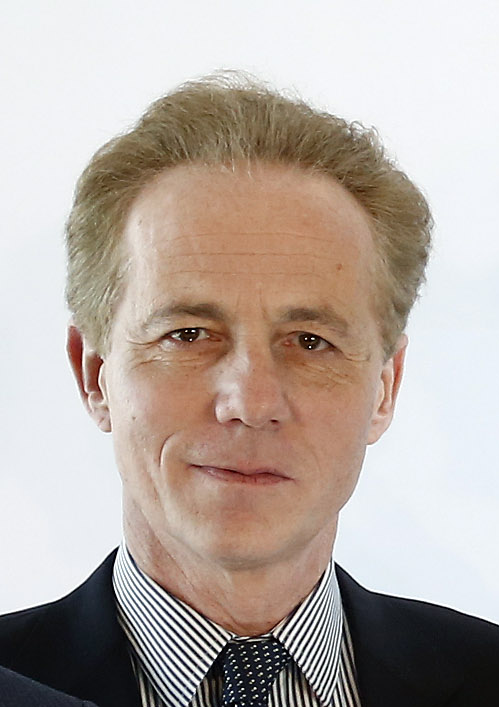
Georg Kapsch (* 1959)

- Kapsch, Johann (1845–1921), österreichischer Unternehmer und Firmengründer
- Kapschack, Ralf (* 1954), deutscher Journalist und Politiker (SPD), MdB
- Kapschaj, Tazzjana (* 1988), belarussische Tennisspielerin
- Kapschaj, Weronika (* 1986), ukrainische Tennisspielerin
- Kapse, Ram (1933–2015), indischer Politiker
- Kapsis, Anthimos (* 1950), griechischer Fußballspieler
- Kapsis, Michalis (* 1973), griechischer Fußballspieler
- Kapsis, Silia (* 2006), australische SängerinSilia Kapsis (* 2006)

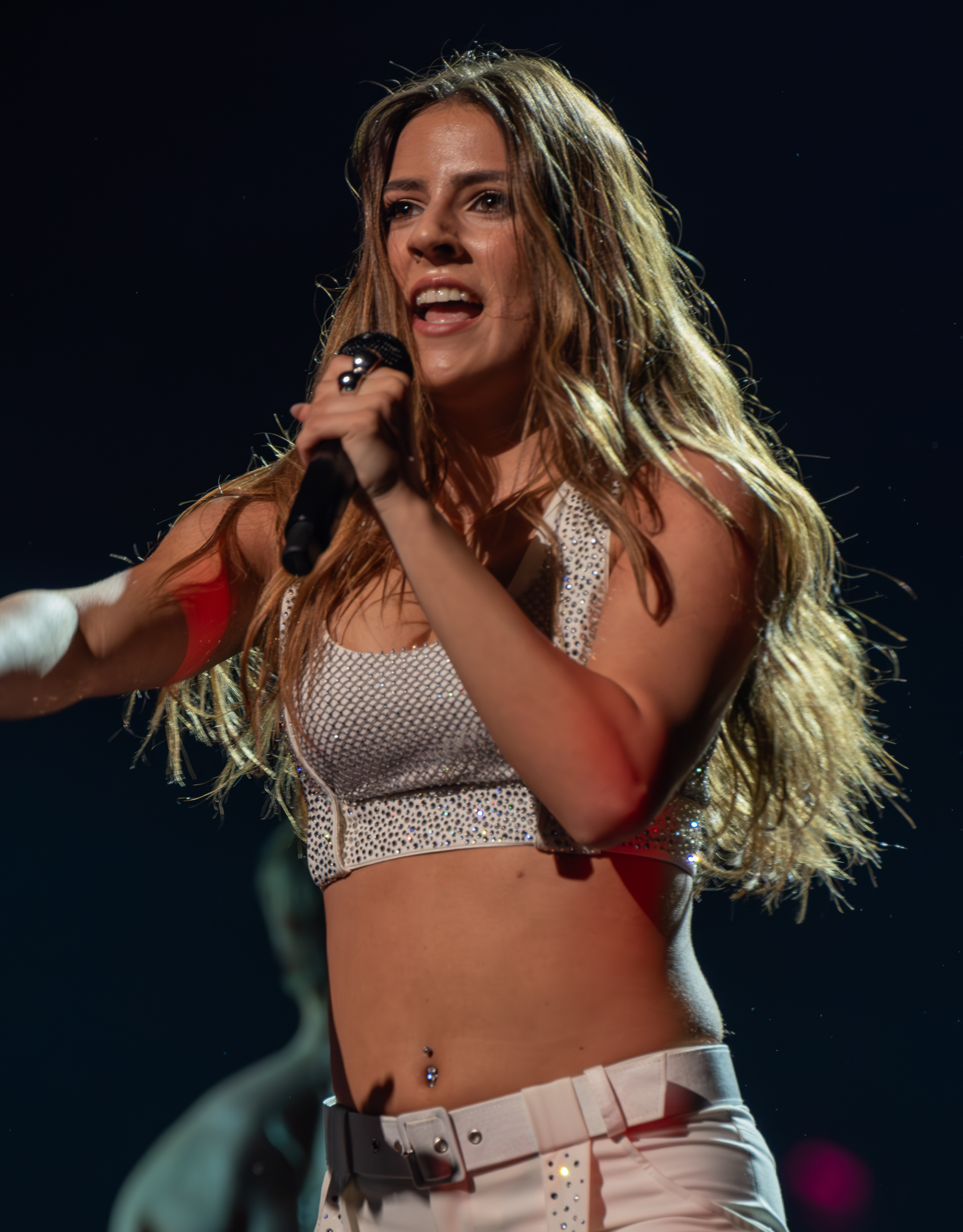
Silia Kapsis (* 2006)

- Kapsner, Michael (* 1961), deutscher Komponist, Organist und Musikpädagoge
- Kapsomenos, Stylianos G. (1907–1978), griechischer Gräzist, Sprachwissenschaftler und Neogräzist
- Kapsreiter, Gustav (1893–1971), österreichischer Industrieller, Kunstförderer und Politiker (ÖVP), Abgeordneter zum Nationalrat
- Kapstad, Egil (1940–2017), norwegischer Jazzpianist
- Kapstad, Kenneth (* 1979), norwegischer Schlagzeuger
- Kapstad, Kevin (* 1986), US-amerikanischer Eishockeyspieler

### Kapt
- Kaptain, Johannes (1926–1998), deutscher Politiker (CDU), MdL
- Kaptan, Cihan (* 1989), deutscher Fußballspieler
- Kaptan, Derya (* 1986), deutsche Sängerin, Schauspielerin und Tänzerin
- Kaptan, Meltem (* 1980), deutsch-türkische Moderatorin, Comedienne, Autorin und SchauspielerinMeltem Kaptan (* 1980)

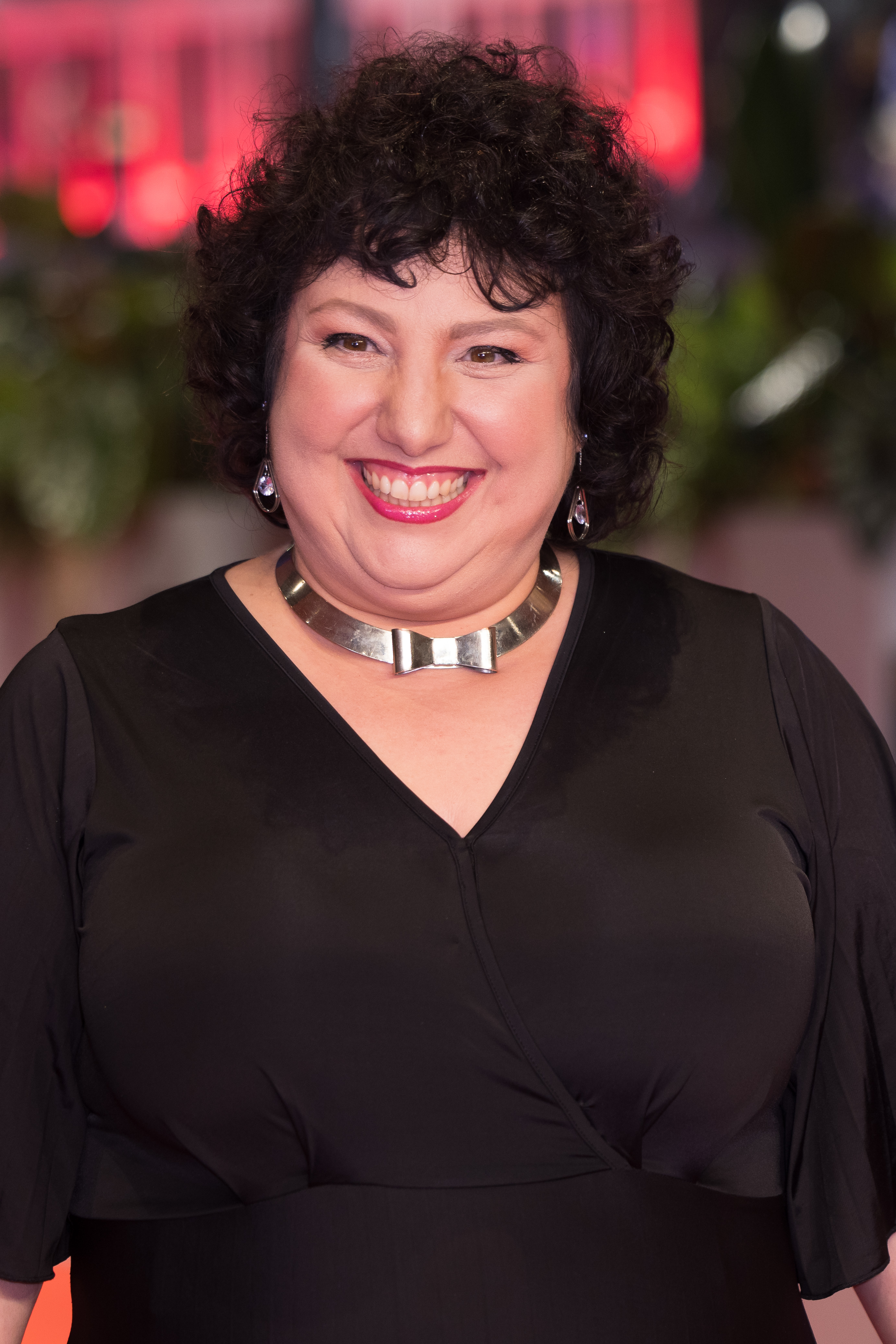
Meltem Kaptan (* 1980)

- Kaptan, Tamer (1938–2003), türkischer Fußballspieler und -trainer
- Kaptein, Muel (* 1969), niederländischer Wirtschaftsethiker und Manager
- Kaptein, Wieke (* 2005), niederländische Fußballspielerin
- Kapteina, Hugo (1903–1945), deutscher Widerstandskämpfer gegen den Nationalsozialismus
- Kapteina, Wilfried (* 1930), deutscher Fußballspieler
- Kapteinat, Lisa (* 1989), deutsche Politikerin (SPD), MdL
- Kapteyn, Henry (* 1963), US-amerikanischer Physiker (Laserphysik, Atom- und Molekülphysik)
- Kapteyn, Jacobus C. (1851–1922), niederländischer Astronom
- Kapteyn, Willem (1849–1927), niederländischer Mathematiker
- Kaptheijns, Maud (* 1994), niederländische Radrennfahrerin
- Kaptijn, Astrid (* 1962), niederländische Theologin und Hochschullehrerin
- Käptn Horn (* 1955), deutscher Musiker, Komponist, Texter, Performancekünstler und Maler
- Kaptoum, Wilfrid (* 1996), kamerunischer Fußballspieler
- Kaptur, Marcy (* 1946), US-amerikanische Politikerin der Demokratischen Partei
- Kaptur, Wadsim (* 1987), belarussischer Wasserspringer
- Kapture, Mitzi (* 1962), US-amerikanische Schauspielerin und Filmschaffende

### Kapu
- Kapučinskas, Vidmantas (* 1951), litauischer Musiker, Dirigent und Politiker
- Kapudağ, Alicia (* 1990), kanadisch-türkische Schauspielerin
- Kapumba Akenda, Jean-Chrysostome (* 1953), kongolesischer Philosoph und katholischer Theologe
- Kapup, Christof, deutscher Bildhauer
- Kapur, Aditya Roy (* 1985), indischer Filmschauspieler
- Kapur, Ayesha (* 1994), deutsch-indische Schauspielerin
- Kapur, Milorad (* 1991), serbischer Volleyballspieler
- Kapur, Mudassar (* 1976), norwegischer Politiker
- Kapur, Shekhar (* 1945), indischer Schauspieler und FilmregisseurShekhar Kapur (* 1945)

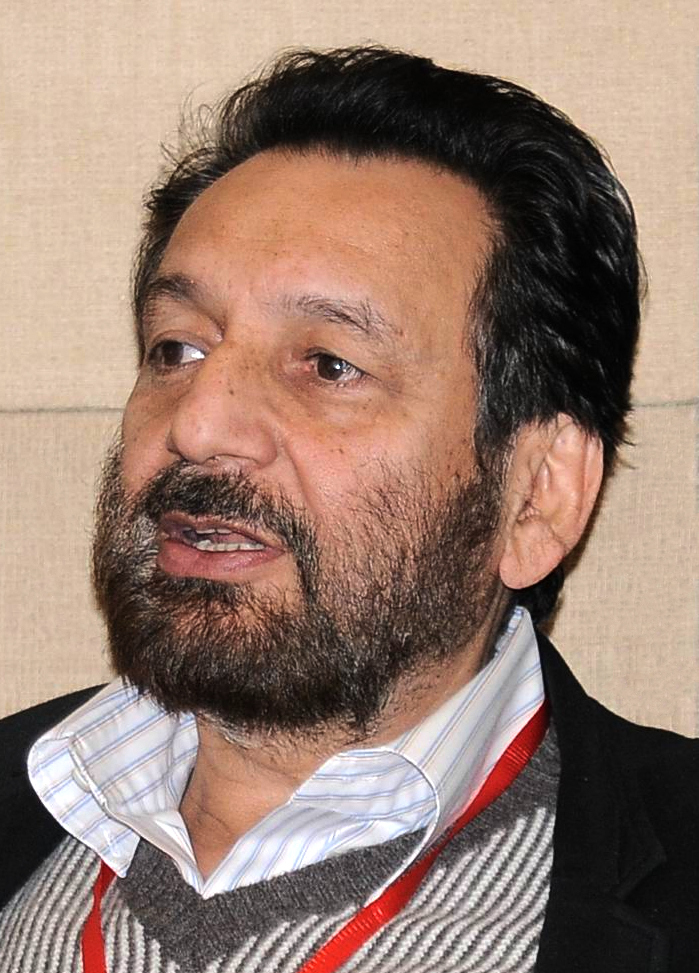
Shekhar Kapur (* 1945)

- Kapurtu, Vedat (* 1978), türkischer Fußballtorhüter
- Kapus, Franz (1909–1981), Schweizer Bobfahrer
- Kapuš, Richard (* 1973), slowakischer Eishockeyspieler
- Kapuschewa, Marija (* 2001), bulgarische Stabhochspringerin
- Kapuściński, Józef (1818–1847), polnischer Revolutionär
- Kapuściński, Ryszard (1932–2007), polnischer Reporter, Journalist und Essayist
- Kapushon (* 1981), moldauischer Rapper, Songwriter und Musikproduzent
- Kapušin, Iztok (* 1974), slowenischer Fußballspieler und -trainer
- Kapusta, Barbara (* 1983), österreichische Künstlerin
- Kapusta, Bruce (* 1974), deutscher Trompeter und Entertainer
- Kapusta, Julija (* 1987), ukrainische Biathletin
- Kapusta, Tomáš (* 1967), tschechischer Eishockeyspieler
- Kapuste, Falco (* 1943), deutscher Ballett-Tänzer, Trainingsleiter und Choreograf
- Kapuste, Hannes (* 1932), deutscher Arzt, Gesundheitswissenschaftler und Vorläufer der Drogensubstitution in Deutschland
- Kapustík, Hektor (* 2007), slowakischer Skispringer und Nordischer Kombinierer
- Kapustíková, Kira Mária (* 2009), slowakische Skispringerin und Nordische Kombiniererin
- Kapustin, Anton (* 1971), russisch-amerikanischer theoretischer Physiker
- Kapustin, Denis Jewgenjewitsch (* 1984), russisch-deutscher Neonazi, Hooligan, KampfsportlerDenis Jewgenjewitsch Kapustin (* 1984)

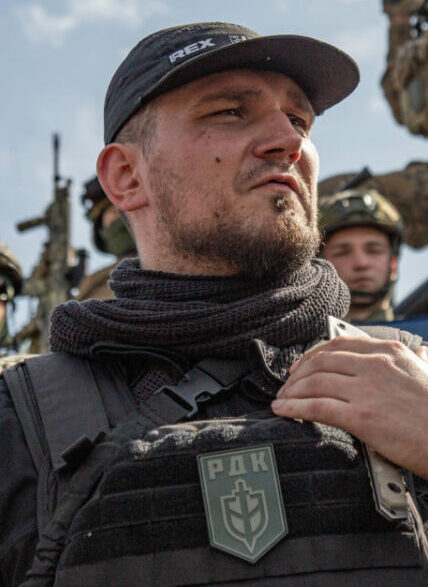
Denis Jewgenjewitsch Kapustin (* 1984)

- Kapustin, Denis Wiktorowitsch (* 1970), russischer Dreispringer
- Kapustin, Nikolai (1937–2020), sowjetischer bzw. ukrainischer Komponist und Pianist
- Kapustin, Saweli Illarionowitsch (1743–1820), russischer Duchoborzen-Führer
- Kapustin, Sergei Alexejewitsch (1953–1995), sowjetischer Eishockeyspieler
- Kapustinski, Anatoli Fjodorowitsch (1906–1960), polnisch-russischer Chemiker
- Kapustjanskyj, Mykola (1879–1969), ukrainischer Offizier und Politiker
- Kapustka, Bartosz (* 1996), polnischer Fußballspieler
- Kapustka, Jozef (* 1969), polnischer Konzertpianist
- Kapustová, Ema (* 2002), slowakische Biathletin
- Kaputikjan, Silwa (1919–2006), armenische Schriftstellerin, Dichterin und Akademikerin
- Kaputin, Rellie (* 1993), papua-neuguineische Leichtathletin
- Kapuuo, Clemens (1923–1978), südwestafrikanischer Politiker und traditioneller Führer

### Kapw
- Kapwepwe, Simon (1922–1980), sambischer Politiker, Vizepräsident Sambias (1967–1970)

### Kapy
- Kapytau, Uladsimir (* 1965), belarussischer Ringer

### Kapz
- Kapzan, Raphael (* 1985), deutscher Eishockeyspieler
- Kapzewitsch, Pjotr Michailowitsch (1772–1840), russischer General
- Kapzjuch, Wassil (* 1967), belarussischer Diskuswerfer